# 周梓樂墮樓事件
周梓樂墮樓事件是指在2019年11月4日凌晨時分將軍澳警民衝突期間，22歲香港科技大學學生周梓樂從尚德邨停車場的三樓跌下二樓重傷，延至11月8日8時不治的事件。不計算以自殺抗議及其他未完全證實事件，其乃首位於反修例警民衝突現場附近受傷並喪命的人。此事件爭議性的地方是周梓樂死因存疑，有說法質疑指周梓樂是由三樓1.2米高的牆墮下至二樓的可能性，加上周並未發現手腳有骨折反而軀幹受重傷，而警方被發現於其所指進入停車場時間前已進入過停車場，因此周梓樂如何死亡受到多方質疑。

## 事件經過

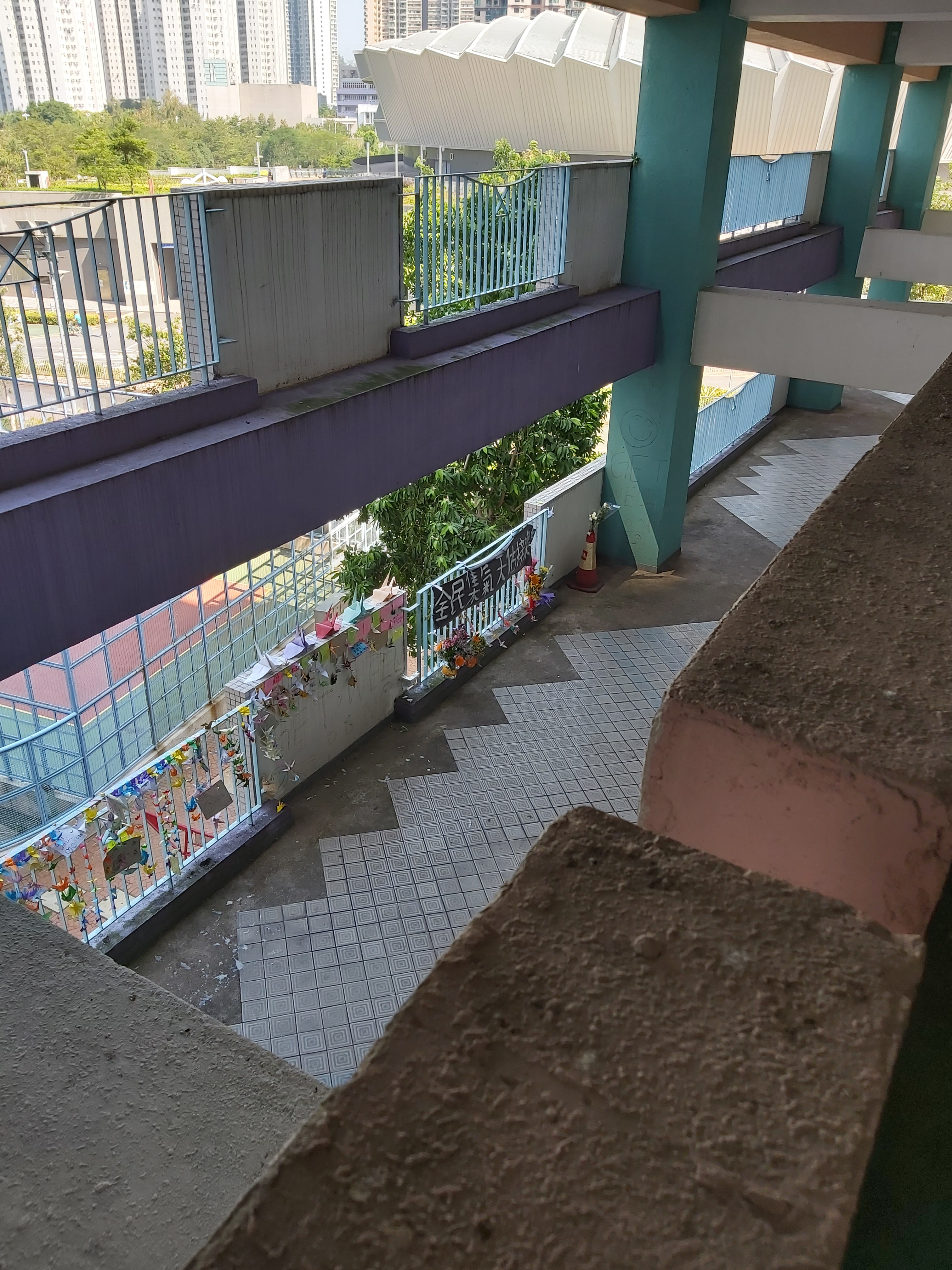
從尚德停車場三樓望向周梓樂墮樓處

根據警方說法，香港科技大學二年級學生周梓樂在2019年11月3日晚上11時54分獨自離開寓所，午夜0時19分至23分於富康花園商場進出，並於0時26分首次由富康花園進入尚德停車場，並在場內徘徊。根據領展公開的當晚CCTV片段，周梓樂當時很大機會是為示威者擔當哨兵，由停車場高處觀察警方的動向。凌晨1時00分，周梓樂沿富康花園行人天橋離開停車場；1時01分，周沿富康花園天橋返回停車場，並在02分獨自沿斜路走上停車場三樓。1時05分，一名市民向消防人員稱有人從高處墮下，消防人員遂跟隨該市民前往發現周的位置，同時間，警方開始進入停車場地面並逐層向上進行掃蕩。警方指周梓樂在逗留停車場的大半小時內都獨自徘徊，其間有使用手機，但沒有與任何人有身體接觸。警方表示沒有在3日及4日派出喬裝或便衣警員於將軍澳區執勤，但不清楚休班警員的動向。
根據端傳媒報導，周梓樂在午夜0時46分向友人發訊息，這很可能是他發出的最後一段訊息，據推斷他當時身處尚德停車場二樓近唐俊街的位置。據多名友人所指，周氏的WhatsApp最後上線時間為凌晨1時正。
尚德停車場的閉路電視片段顯示，凌晨1時02分24秒左右，三路與二樓之間突然有一下可疑閃光。1時05分，消防員接報有人從高處墮下後，趕到現場發現周梓樂倒臥於尚德邨停車場二樓，懷疑由三樓失足跌下。一名義務急救員指周於停車場內躲避催淚彈失足墮樓，重傷昏迷，送院搶救。而停車場二樓車位石欄外的行人走廊地上當時有大量血迹。有途人經過2樓停車場回家時，曾聽到三樓有人大叫「唔好打人啊」（不要打人）。但記者現場所見，女途人身處位置是接近唐俊街一端停車場，與周梓樂墮樓位置、近寶康路一端停車場相距較遠。而領展所公開的閉路電視片段內，亦未有女途人所講的過程。

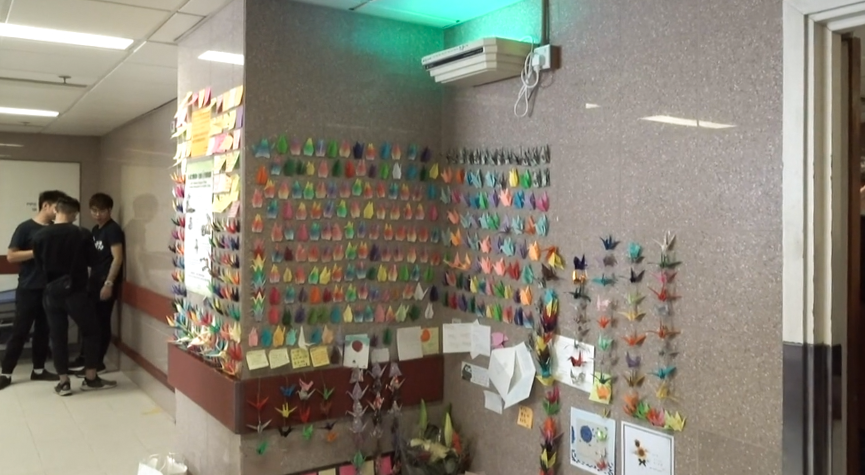
伊利沙伯醫院深切治療部外有市民設連儂牆送祝福

墮樓後，周梓樂留醫伊利沙伯醫院深切治療部，情況危殆。其後接受兩次腦部手術，但引流術失敗，腦壓仍不減，情況仍然危殆，昏迷指數處於最嚴重的3分，依靠3倍强心藥及呼吸機維生。11月5日，消息指他出現腦幹死亡的迹象，但未接受腦幹死亡測試。
留醫5天後，周梓樂在11月8日早上8時09分證實不治，得年22歲。遺體在早上11時半左右被送入殮房。

## 死因研訊

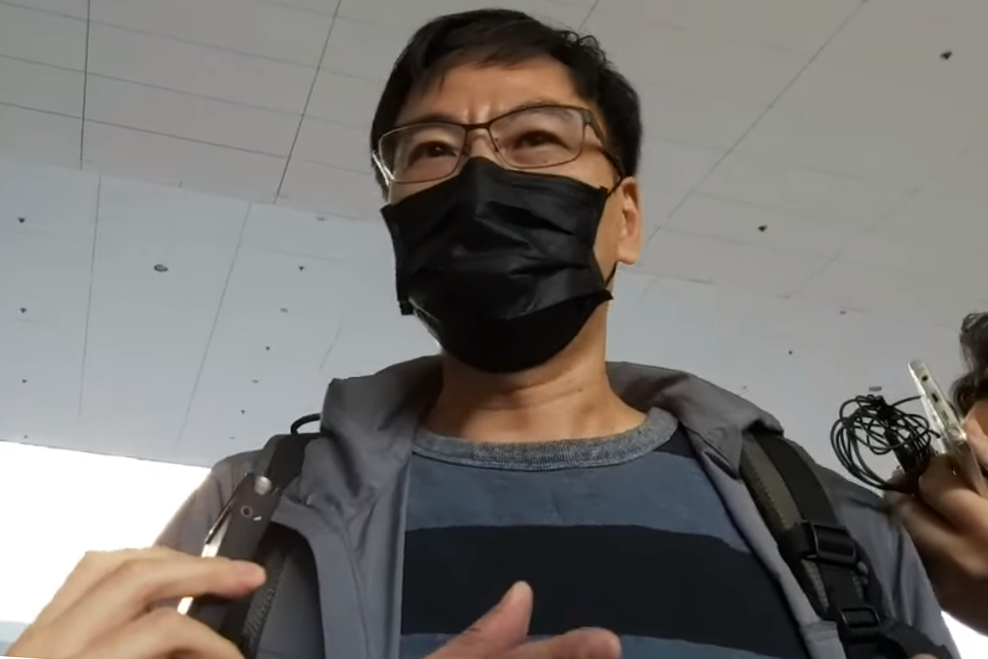
周梓樂父親周德明見傳媒，呼籲街坊提供梓樂墮樓資料

死因裁判庭就事件於2020年11月16日開庭，預計審期為時25日。其父親呼籲目擊事件的市民提供資料，盡量還原真相，讓兒子安息。他作供時表示，事發當晚兒子出門時曾提醒他「出去小心些」，不過兒子沒有回應，兒子以WhatsApp提醒爸爸警方施放催淚彈要關窗後，再沒有對話。
聆訊第15天（2020年12月4日），庭上首度播放從廣明苑的閉路電視發現的「關鍵片段」，片段顯示尚德停車場A有一個黑影從停車場墮下，裁判官表示「相信黑影就係梓樂跌落去」。周梓樂母親看到片段後在旁聽席抽泣。裁判官同時指涉事救護車A344停泊及離開的時間與救護員早前的證供不符合，將消防處正式列為死因庭有適當利害關係者。
經過29天聆訊、傳召48名證人出庭作供，由兩男三女組成的陪審團經過17小時閉門商討，法官向陪審團提供3個裁斷選項，分別是「非法被殺」、「死於意外」及「存疑裁決」。最後以4比1裁定周梓樂死因存疑。死因裁判官高偉雄向梓樂的父母表示，梓樂年輕有為，形容今次研訊「差不多接近真相」，如果閉路電視鏡頭「角度高5度、時間轉向慢幾秒」，可能會將真相呈現出來。陪審團亦建議:
- 更新閉路電視系統，增加自動實時設定
- 加設欄杆[24]

## 爭議

### 救援延誤
墮樓科大生周梓樂的救援過程方面被指有延誤，消防處指接報有人受傷後救護車兩次被其他車阻塞。1時10分，有7名帶有急救裝備的消防員及3名義務急救員趕至替周急救。1時11分，現場要求增援，救護車A344被調派往處理這名科大傷者，初次於唐明街遇包括雙層巴士及私家車的車龍阻塞，後該救護車改路轉入屋邨通道，1時20分駛至廣盈閣附近再遇消防車和私家車阻塞，救護員遂下車帶同裝備，1時29分才將傷者用擔架送上救護車。即救護車接報處理該受傷個案後18分鐘。救護車A492則在尚德邨入口接送了另一名傷者。救護車A346則停泊於唐俊街準備處理另一宗召喚，前方就停泊了數部警車阻擋。
另在1時20分，目擊者指曾有警員用槍指嚇現場人士包括義務急救員，但發現他們在救助傷者及有消防員在場，即轉身離開。之後現場又有聽見救護與消防溝通時說救護車「入唔到，警察封咗路」（進不來，警察封了路）、「警察唔畀入」（警察不讓進）。事發逾20分鐘救護員才成功到達傷者位置，期間傷者脈搏降至40。而當時在現場的科大學生記者就指阻擋3部救護車的正是警車，又表示不排除周梓樂當時可能被警員追逐所以跌下平台。
科大學生會表示會為傷者安排法律支援，又譴責警方阻止救護車進入事發現場，拖延傷者接受治療。警察沒正面回應有關指控。而科大校長史維在11月4日早上曾到醫院探望。
警方回應史維公開信中指因警方阻礙救護車以至延誤救援墮樓男子時，強調絕無此事。消防處亦就此事作詳細澄清，在處理這宗救護召喚中，該救護車並沒有與現場警務人員接觸，而途中曾遇到巴士及私家車等阻塞，亦未有被警車阻擋去路。

### 警方何時進入停車場
警方在11月6日見記者時，稱相信事主在凌晨0時45分至1時之間墮樓，並指凌晨1時05分警員首次進入停車場地面層，並逐步向上層驅散示威者，1時11分警員首次發現傷者，當時已有消防員在場。
不過《眾新聞》發佈的行車紀錄器片段證明早在3日晚上11時28分，已經有防暴警察從尚德停車場樓梯出入口，步出唐明街，防暴警察曾進入過停車場，與警方的說法有出入，跟警方交代之時間足足早了接近兩個小時。而《蘋果日報》公開的讀者影片，則顯示在晚上11時15分左右已經有警察現身停車場。
警方在11月8日推翻早前說法，承認早於晚上11時06分因應附近的市民集結，曾派員到尚德停車場巡邏，但該隊警員在11時20分已收隊離開停車場。警方又對發放的資料「未夠準確」，令公眾混淆表示「唔好意思」（不好意思）。

### 死因推論

#### 推論一：被人襲擊後推下樓
有輿論懷疑周梓樂是被警方推下樓，因為墮樓位置欄高1.2米，要失足墮下亦不容易，加上周生前為運動健將，應有一定平衡力。有醫護人員指如果有人高處墮下，手腳一般會骨折，但周梓樂傷勢集中在頭骨和右邊盤骨，手腳並沒有受傷，因此質疑周梓樂是從欄杆滑落，而非失足墮下。
不過，專家證人、政府化驗所高級化驗師鄭郁棋在死因庭上指出，周梓樂被人襲擊後再被推下樓的機會幾乎是沒有可能。他以客觀數據分析計算，運輸署曾統計港人平均步速為每秒1.2米，對比從大量閉路電視中所見周梓樂當日每秒約1.8米的步速，推測周梓樂在閉路電視盲區的行動。他表示，鏡頭最後拍到周梓樂肇事前的身影，是在凌晨1時1分39秒從2樓高層走上斜步向3樓，而在8秒鐘之後，2樓的鏡頭拍到閃光出現，即周梓樂疑似墮下的一刻。他推算，3樓斜路的頂端與矮牆相隔15米，如果周梓樂要在「消失的8秒」內步向矮牆，步速要達到每秒1.9米，與其之前的步速脗合，顯示周梓樂有機會是自己走向矮牆。他進一步解答死因研訊主任的提問時表示，周梓樂有一定重量，如果有人在8秒內襲擊他並走完斜路盡頭及矮牆的15米後再推他下樓，時間並不足夠，幾乎是沒有可能做到的。
負責解剖周梓樂遺體的法醫郭嘉琪亦指出，並沒有任何迹象顯示周梓樂墮地前曾遇襲。他在死因庭上解釋，周梓樂的情況似是「移動中的頭部擊中硬物」，因為傷勢集中在右邊頭部及盆骨，相信他當日右傾墮地。案中另一名專家證人、受周梓樂父母委託觀察解剖過程的資深法醫馬宣立亦大致同意郭嘉琪的看法。對於周梓樂會否在墮下前遇襲，他指出假如有人以磚頭施襲，或可造成頭部同一位置骨折，但要有計劃配合再加上非常巧合的情況下會可製造到。另外，對於為何周梓樂的頭部及盆骨最先落地，卻沒有本能地以手腳保護自己，馬宣立解釋，如果周梓樂的手腳先著地，或許不會致死，但「有時好唔好彩，跌嘅姿勢好awkward，就會變成咁嘅下場」。
警方強調有人稱警員推傷者落樓是造謠，視察現場後不排除傷者誤以為跨過三樓矮牆後是平地而跌落二樓。立場新聞記者也發現，從石欄往外望，二樓及三樓的景觀相近，石欄外面數米都設有一道鐵欄。而只有二樓石欄外有平台，但三樓石欄外沒有平台支撐。有現場街坊猜測，不排除傷者誤以為二樓、三樓石欄外都有平台，因而一躍而出。領展公布一批閉路電視亦顯示，周梓樂墮樓附近，另有兩男曾圖跨越三樓石欄，其中一人猛然一躍，跳過矮牆，他即時發現矮牆後方並非平台，而是數米下的二樓，立即翻身雙手抓緊牆身，不斷向左邊移動，成功擒上一條橫樑及安全返回三樓。

#### 推論二：因躲避催淚彈失足墮樓
有指周梓樂是因為躲避催淚彈而墮下，警方指事後翻查閉路電視後推斷傷者於0時45分至1時墮下，當時警方正於約120米外的唐俊街施放催淚彈，同時有另一隊警方支援人員在寶康路戒備，但並無施放催淚彈或有驅散行動。但至於周是否因避開催淚煙或其他彈藥而發生意外，警方表示「不排除任何可能性，但客觀事實顯示消防進入停車場救援時該處催淚煙的程度不高」。

### 傷勢
香港中文大學醫學院矯形外科及創傷學系骨腫瘤科組教授古明達表示，死者很大可能墮樓前已失知覺，墮地時不能保護自己，右邊盆骨先落地才產生強大側邊撞擊力；一般有意識的人，從高處墮地時會自然反應，以手或蜷曲身體保護自己，很大機會手腳有骨折。
香港大學醫學院病理學系副教授馬宣立就指，死者由3樓墮至2樓，這個高度足以致命，而死者盆骨骨折，手腳卻沒有明顯傷患，他指有可能死者臀部先落地並卸力。他指不能排除事件是意外，除非在死者身上找到其他傷勢。

## 本地反應

### 逝世前集會活動
11月7日，數十名學生在科大校園遊行，沿途高叫口號、張貼文宣，並一度築起人鏈，以宣示對警方當日阻撓救護車通過、最終延誤周梓樂獲得即場急救的不滿。經協商後，校方容許抗議學生在典禮場地旁邊默站20分鐘，但期間有學生突然衝破保安防線、衝上禮台高舉「徹查警暴，還周同學真相」的標語、並高唱《願榮光歸香港》。相關學生在禮台逗留約五分鐘，離開前向在場人士鞠躬、為擾攘典禮致歉。
同日，伊利沙伯醫院深切治療部電梯大堂被貼滿記事貼和紙鶴，形成連儂牆，地上放有花束和飲品。有中文大學計算機科學畢業生在鮮花卡片寫有祝福字句，希望同樣供讀計算機科學的周梓樂早日康復。另有人貼上呼籲提供事發時「車Cam」片段的傳單。大堂另一位置亦有人用以紙皮製作連儂牆，紙皮上貼滿寫有不同祝福語的記事貼。同時，將軍澳墮樓現場亦有設連儂牆。

### 悼念活動

#### 2019年11月8日

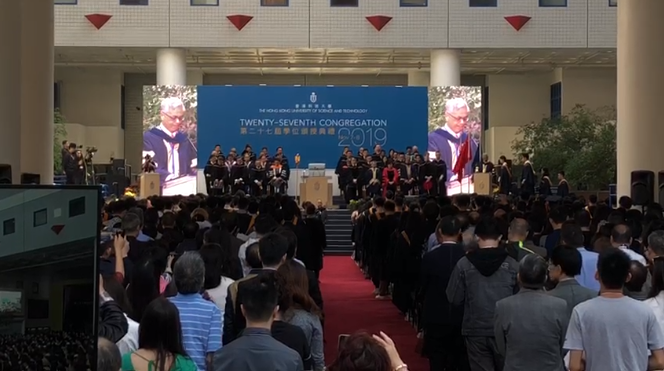
史維在科大畢業典禮中確認周梓樂離世後帶領在場人士起身默哀

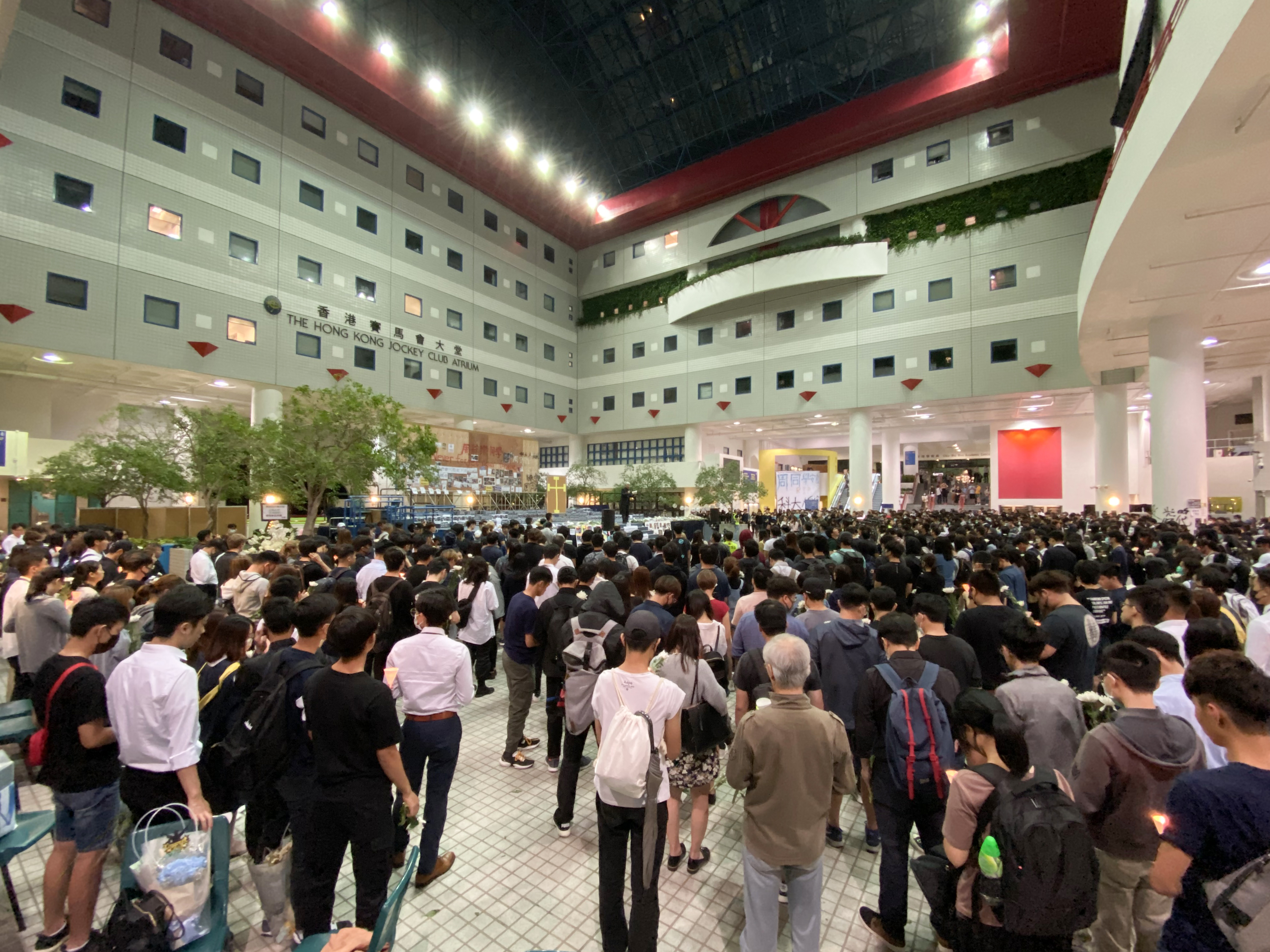
傍晚6時，科大校園內的默哀儀式

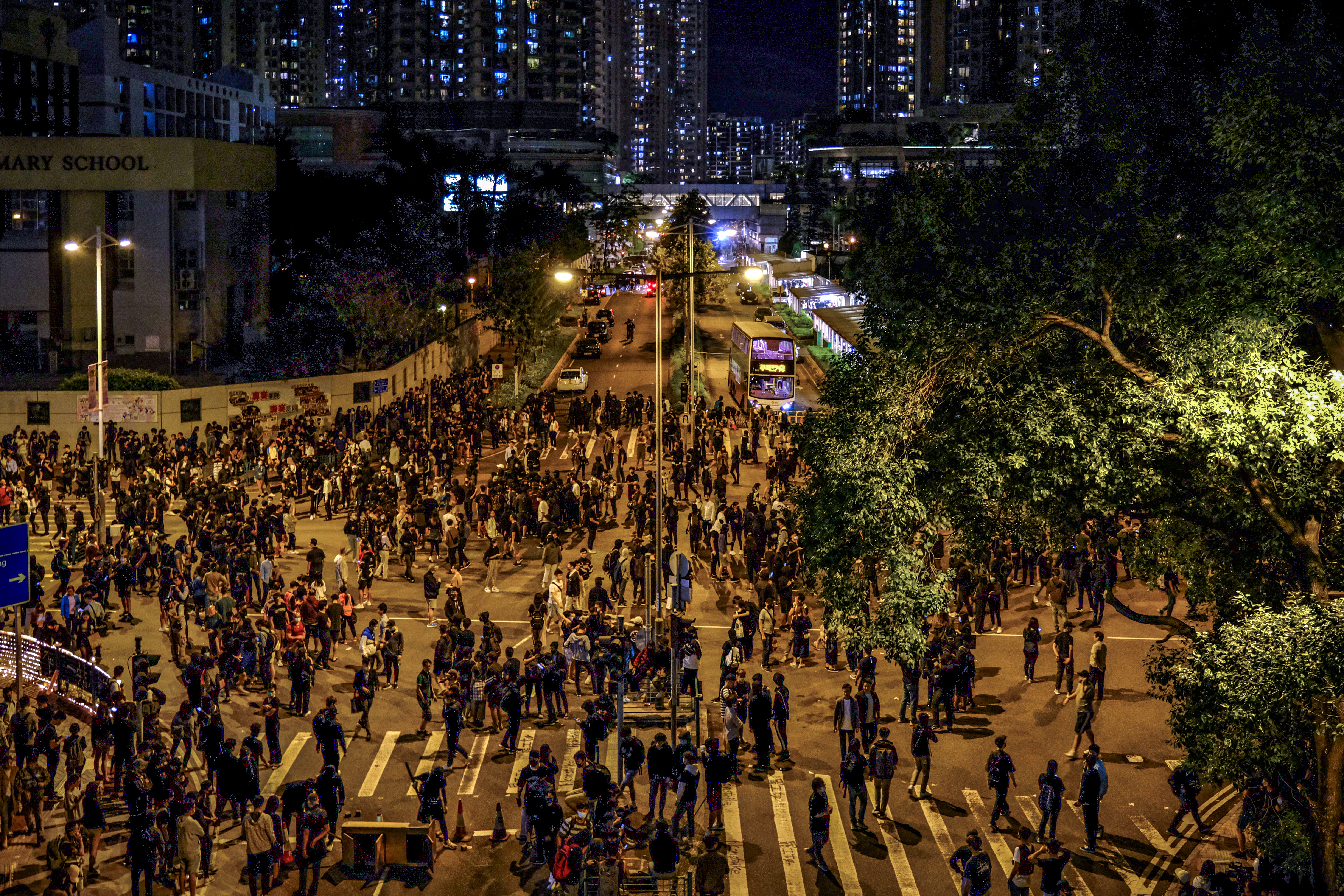
晚上10時46分，市民行出唐明街十字路口抗議

中午，市民於遮打花園發起悼念周梓樂活動，有近1000名市民出席，有市民手持白花並低頭落淚。警員一度舉黃旗，警告現場人士正在違法可能被捕，期間不少人斥責警察逼死人，指責香港警察為殺人犯。有人於德輔道中及畢打街交界堵路。有警員衝入中環站拘捕一人。下午時分，香港科技大學學生會舉辦默哀儀式，逾百名學生和市民出席。
當周梓樂的死訊在11月8日傳出後，很多市民自發到他的墮樓位置獻花和摺紙鶴悼念，地上、牆邊和欄上都放滿鮮花和白色蠟燭。晚上8時09分，即周梓樂逝世後12小時整，在場市民一同低頭默哀一分鐘，部分人神色哀傷和哭泣。亦有人貼上便利貼留言，表達心意。人潮從早到晚絡繹不絕，排隊悼念的人龍一直延伸至停車場外。
當晚，香港各地都有市民聚集，悼念周氏的離世。不過銅鑼灣的集會率先因有市民被拘捕而演變成警民對峙，及後旺角有市民走出行人路。至近子夜時分，幾乎全港都曾經出現或繼續有警民衝突，香港仔、旺角、西灣河、荃灣、大埔、天水圍、坑口、黃埔先後有警察施放催淚彈或防暴子彈，其中一名懷疑刑事偵緝處探員被包圍投擲石頭期間，向天開實彈槍，相信是運動爆發以來第11槍。另外，在屯門大會堂近市中心站的行人天橋上，防暴警員對橋下的黑衣示威者對峙，一名警員在電視直播鏡頭前挑釁示威者、侮辱已逝者指「過嚟報仇啊，曱甴！（過來復仇吧，蟑螂！）」、「過嚟隻揪啊！（過來單挑吧！）」、「我哋今晚開香檳慶祝啊！（我們今晚開香檳慶祝！）」、「喂恭喜晒！（恭喜你們！）」。警方承認字眼不恰當，高度關注事件，已訓斥相關人員須注意個人言行及提升敏感度。多個港鐵站包括沙田站、馬鞍山站、荃灣站、旺角站、黃埔站、銅鑼灣站、西灣河站、東涌站、欣澳站、將軍澳站、調景嶺站關閉，列車不停相關車站，而多輛行駛中的輕鐵、一輛港鐵巴士在天水圍被破壞，輕鐵服務提早結束。凌晨，一名將軍澳富康花園男居民疑反感聲浪問題報警，並與樓下聚集的示威者發生口角，在保安勸喻下仍不肯離開，最終被「私了」達5分鐘，頭破血流，有警員聞訊趕至，該男子情緒激動指罵在場人士為「幫兇」，全港的警民衝突在凌晨3時多結束。
| - 祭祀區 - 不少市民到公眾祭祀區獻花 - 市民所摺的紙鶴懸掛在二樓和三樓的牆壁 - 市民留下鼓勵和悼念字句 - 地上放滿鮮花和白色蠟燭 |

#### 2019年11月9日

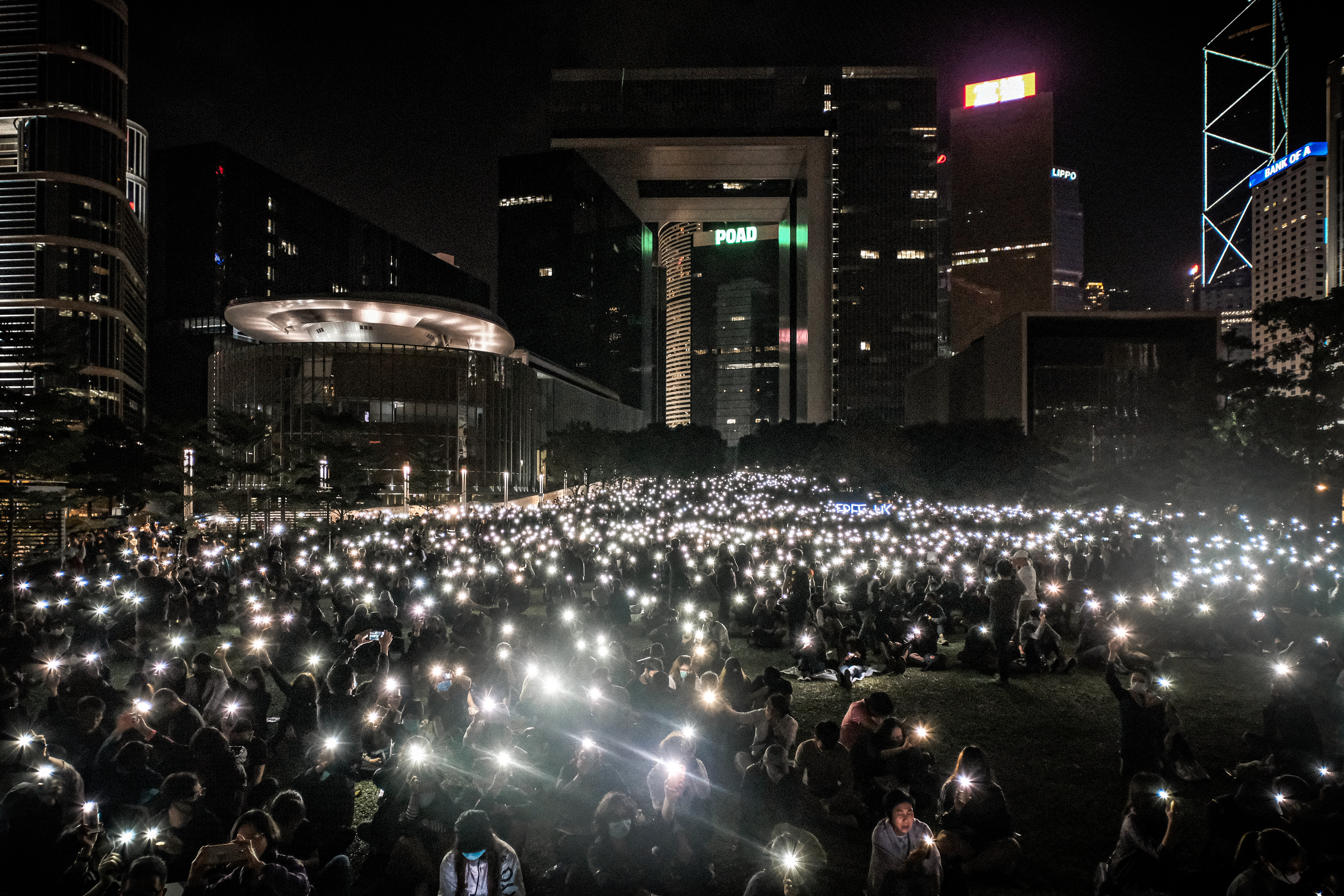
金鐘添馬公園祈禱及追思會，大會稱總共有10萬人參與

有市民早前發起晚上在金鐘添馬公園，舉行「主佑義士全港祈禱及集氣大會」，因在周一（4日）墮樓的科大學生周梓樂於昨日（8日）離世，大會改為祈禱及追思會。市民首先為周梓樂的離世默哀3分鐘，在場人士其後為周梓樂禱告和上台獻花，亦有人摺紙鶴悼念周梓樂。大會宣布總共有10萬人參與，警方則指高峰時有7500人參與。

#### 2019年11月10日
晚上，宗教團體在遮打花園舉行祈禱會，出席者坐滿整個公園，有人淚流滿面。祈禱會上，牧師朱耀明帶領參與者默哀3分鐘，並唱聖詩。牧師袁天佑在台上發言時引述周梓樂家人指，家人已同意周梓樂捐出器官。

#### 2019年11月14日
適逢周梓樂「頭七」，晚上市民帶同鮮花到墮樓現場致意，並點起燭光及摺紙鶴表達哀思。多區亦有市民集會悼念，在中環愛丁堡廣場的「消防救護集氣大會」上，市民帶同蠟燭前往，並在晚上8時09分為周梓樂默哀1分鐘。晚上10時後，有人於尚德停車場對開的唐明街與唐俊街交界堵路，路上滿佈磚塊，防暴警察舉起旗幟警告現場人士涉參與非法集結，要求散去，其後防暴警察離開。另外在香港大球場，正舉行世界盃外圍賽香港隊對巴林賽事，有球迷戴上黑絲帶並默哀悼念。

#### 2019年12月8日
「周同學離世一個月追思會」下午在香港科技大學廣場舉行，悼念區內放置了白花、蠟燭、花牌、亦有不少人留言悼念。眾人一同默哀5分鐘，其後祈禱及唱詩，有人哀傷落淚。

#### 2019年12月12日
香港科技大學學生周梓樂在將軍澳尚德停車場高處墮下，上月8日重傷不治。其家屬在大圍寶福紀念館為他設靈，並於下午五時至八時舉行悼念儀式。四時許已開始有市民排隊悼念及獻花，現場排隊市民數以百計。傍晚開始，不少公眾人士身穿黑衣、攜同白花到場。科大校長史維、校董會主席廖長城、工學院院長鄭光廷等人亦於下午三時許進入紀念館，期間沒有回應記者提問。

#### 2020年1月8日
周梓樂逝世2個月。有人發起到其墮樓現場的將軍澳尚德停車場外悼念。晚上8時，逾百名市民到場，眾人默哀、喊口號、點蠟燭及獻花悼念等。期間有三輛警方衝鋒車巡邏，現場一度有示威者設置路障。到晚上10時，有人在十字路口用雜物堵路，防暴警察隨即到場驅趕，並築起防線，其後示威者回到屋苑範圍。到10時20分，防暴警在屋苑車道入口舉藍旗，指集會為非法，其後一度舉黑旗警告施放催淚煙，要求在場人士離開，否則使用橡膠子彈。晚上10時39分，便衣警員在屋苑範圍制服一人，大批防暴警察衝入屋苑施放胡椒噴劑，並制服兩名分別18歲和28歲男子，防暴警曾舉黑旗及施放胡椒噴霧。其中包括區議員李嘉睿的一名義務議員助理。他因持有藤制盾而被警方指藏有攻擊性武器。他被捕時面部被噴藍色噴劑，更遭警員用膝頭攻擊，送上警車時神志不清。警方以涉嫌非法集結及襲警罪控告李嘉睿，被扣留調查。

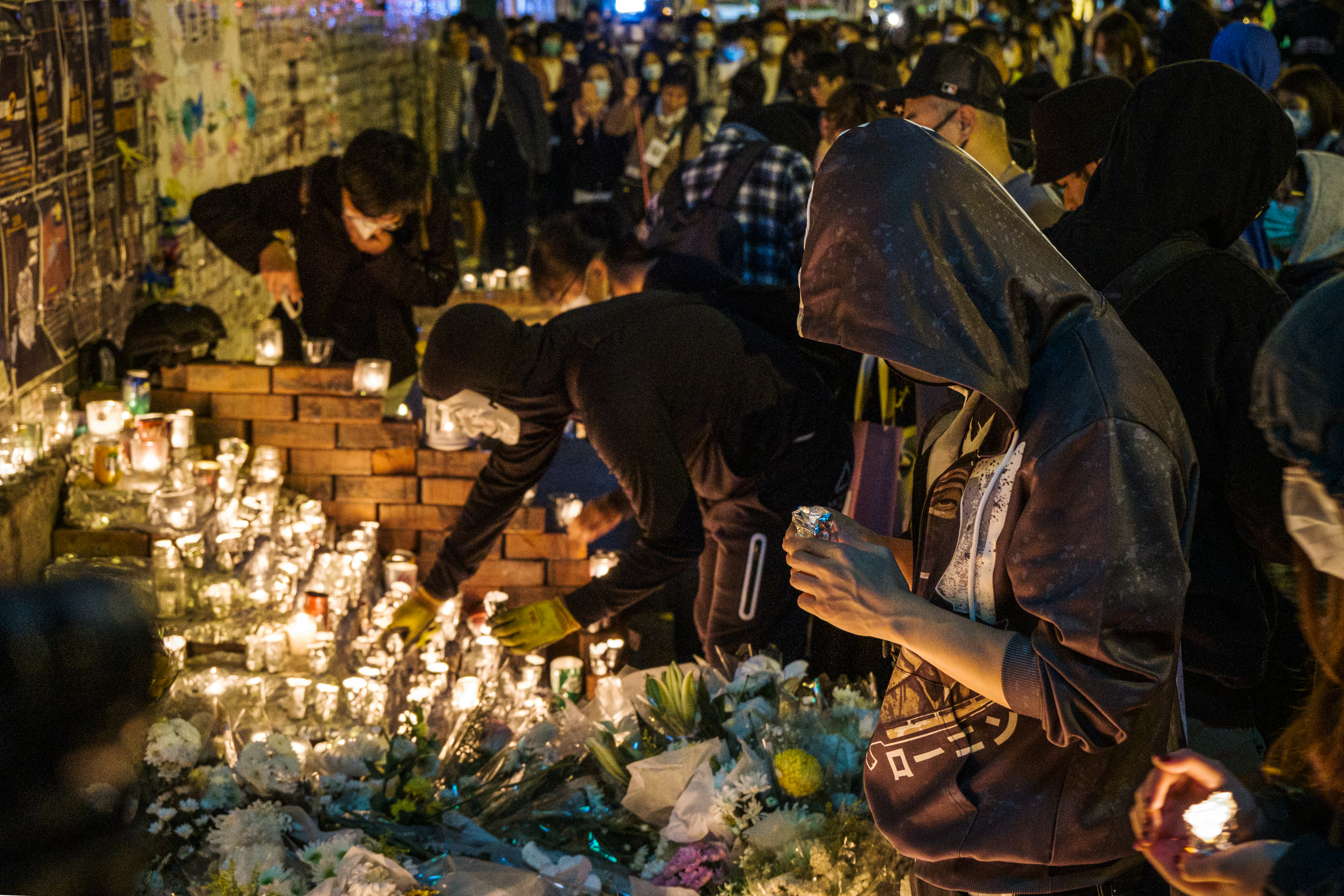
市民到場點蠟燭悼念
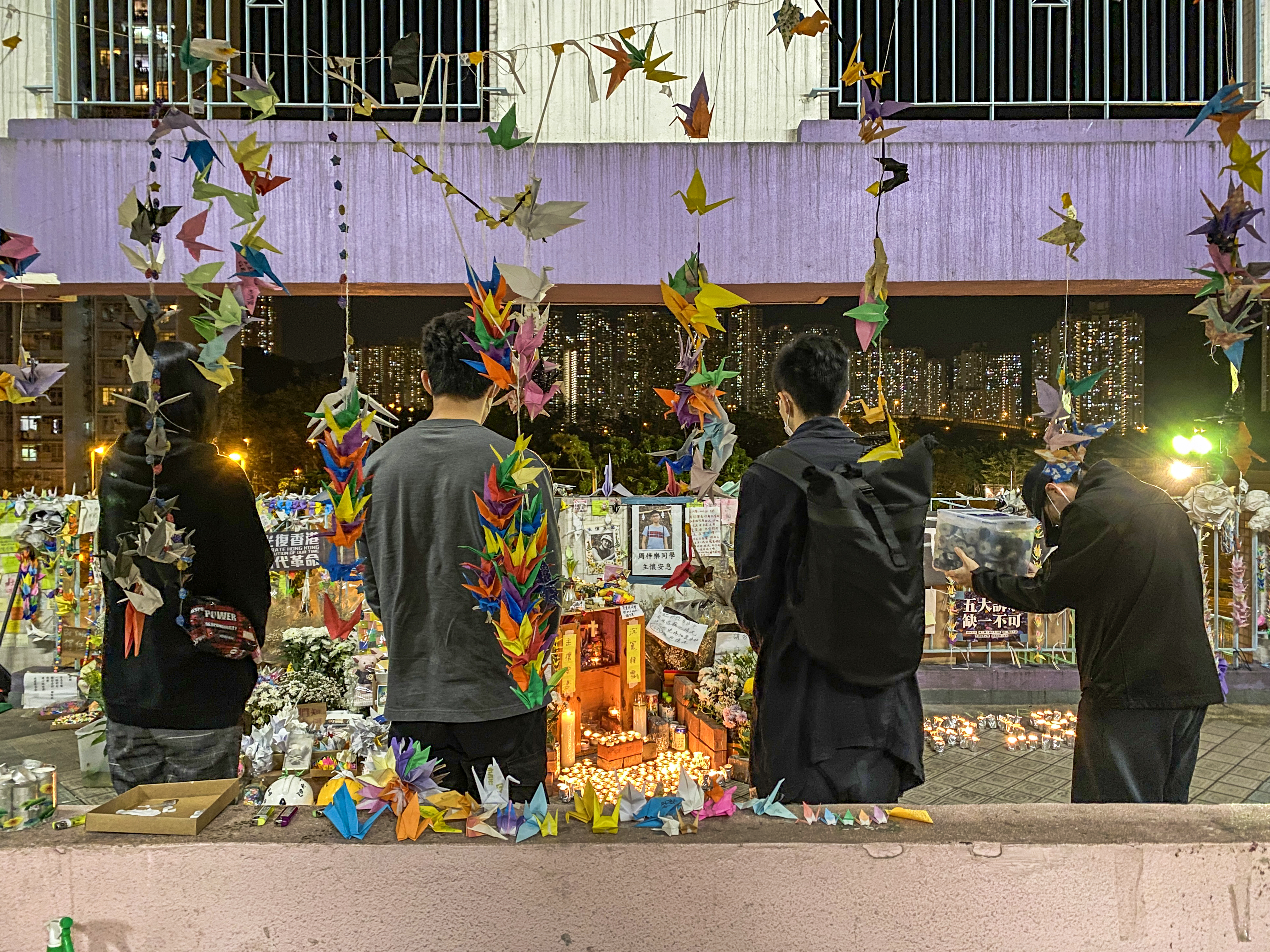
停車場內有市民默哀悼念
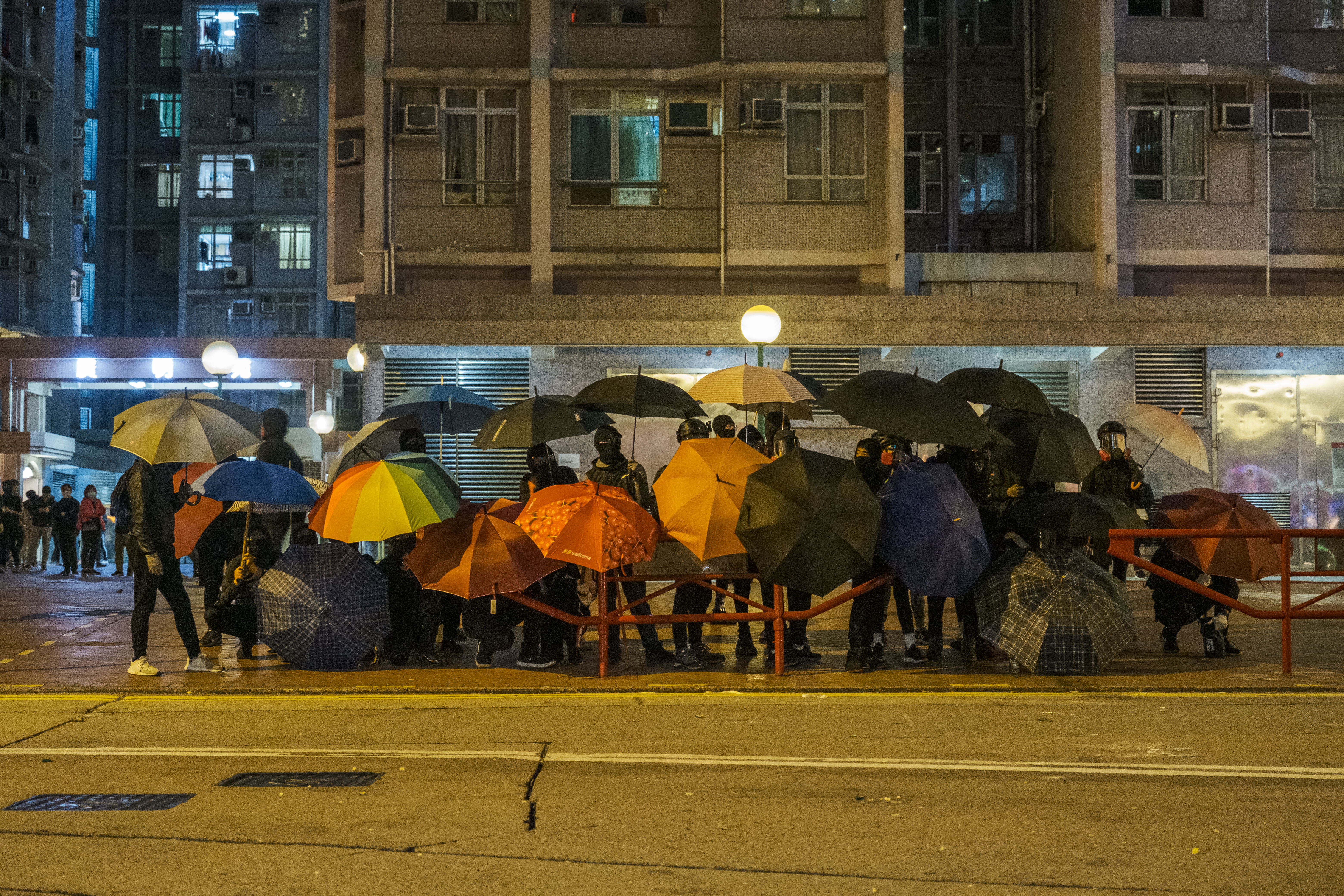
晚上10時34分，示威者以雨傘作保護
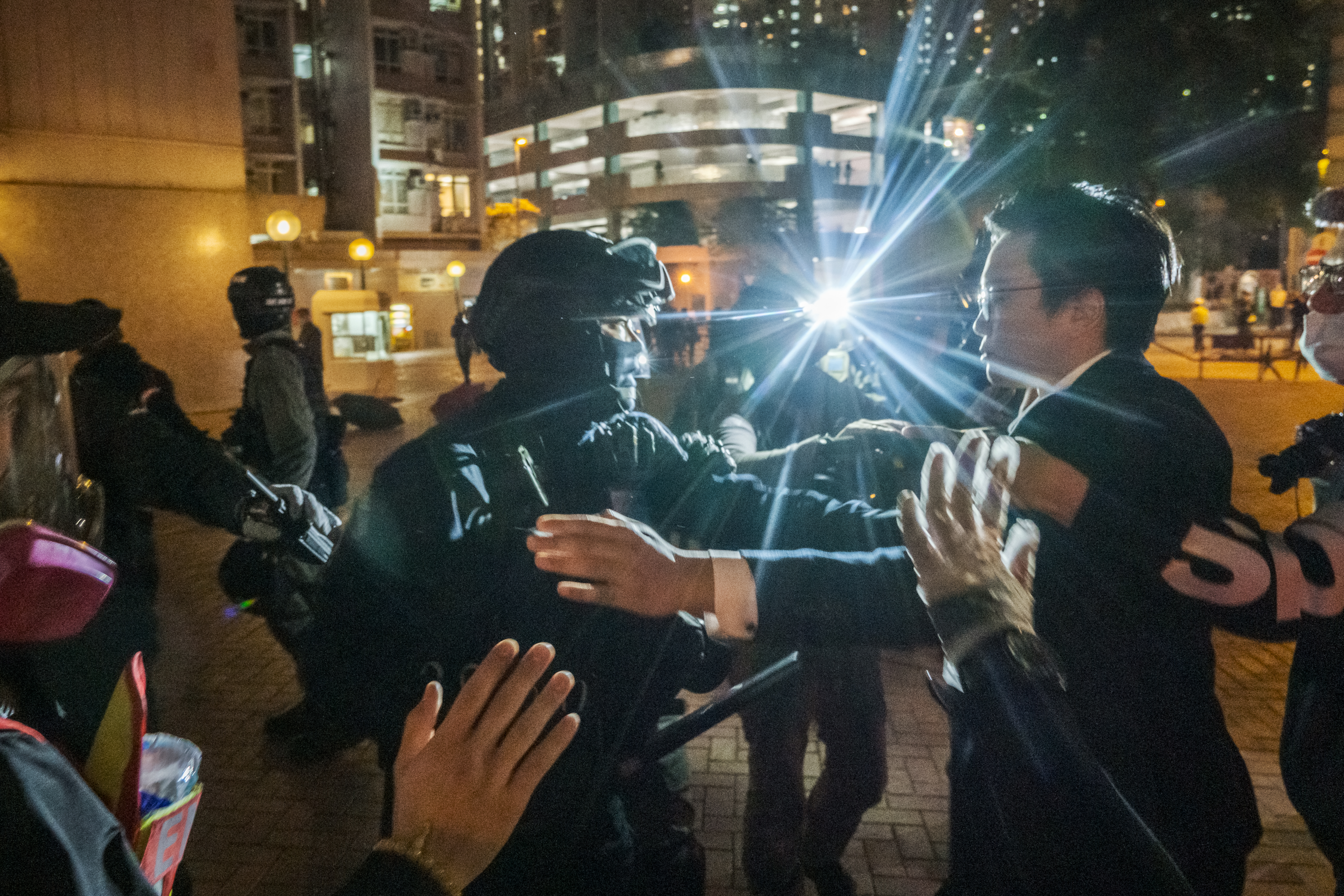
防暴警未有理會尚德區議員李嘉睿
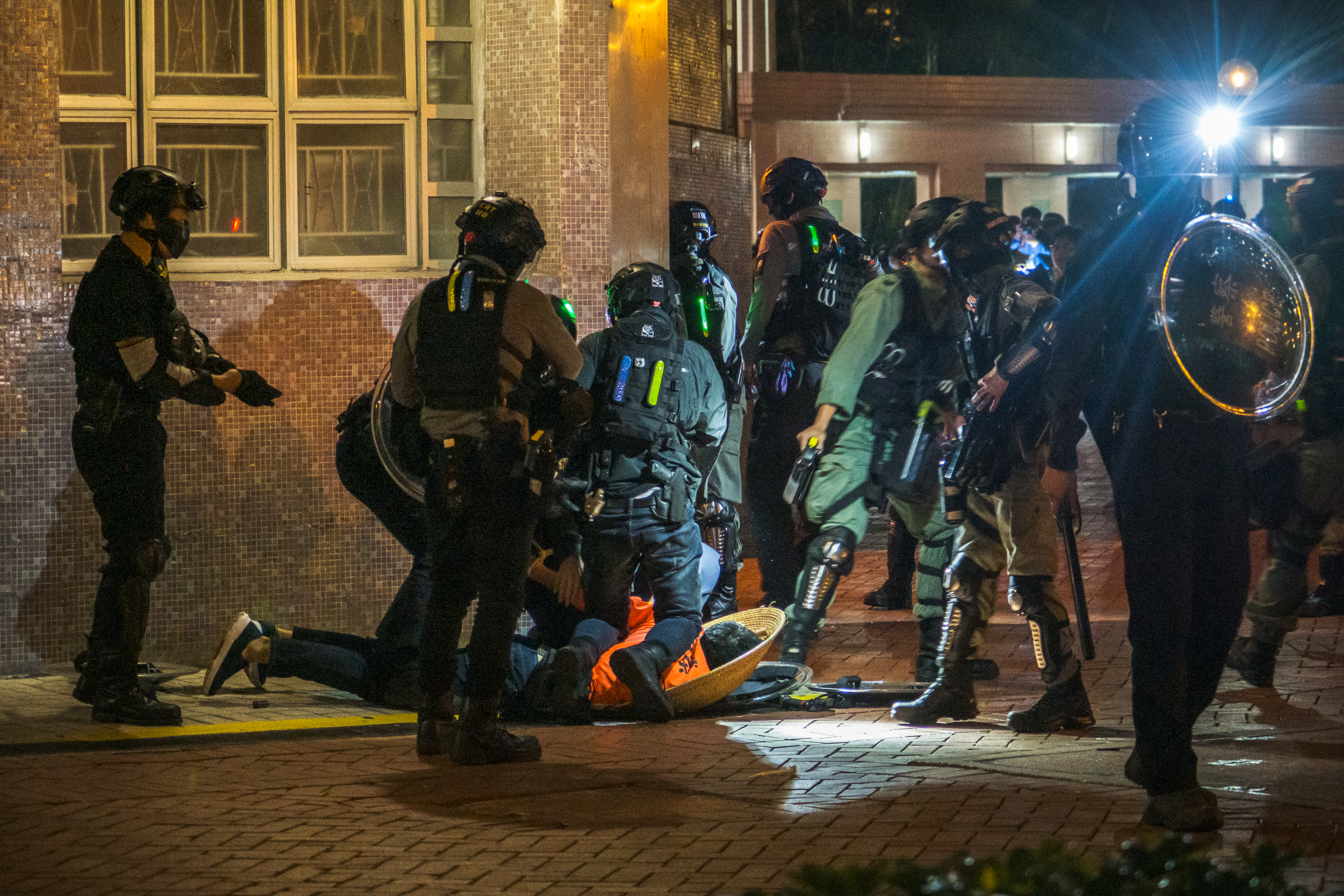
李嘉睿的一名義務議員助理被防暴警按壓在地上，當時他正持一藤製盾牌，臉部被噴上藍色水劑

#### 2020年2月8日
周梓樂逝世3個月，逾百市民到尚德邨停車場悼念。同時，因在將軍澳寶寧路的普通科門診診所，成為治理COVID-19輕症的指定診所，引起多區居民反對，市民於培成花園聚集，並起步經將軍澳運動場往尚德邨前進。晚上9時許，開始有人於尚德廣場外以單車和其他雜物堵路。至晚上近10時，搭載多名便衣警員的私家車突然高速衝向人群，10名疑似便衣警落車追捕聚集人士，未幾防暴警察亦到場衝入尚德邨內用胡椒噴霧驅趕，多名記者和市民中椒不適，也有市民受傷倒地。有關行動引起街坊不滿，防暴警員離開時施放催淚彈驅散，一名女議員助理報稱被催淚彈擊中倒地，由在場救護員治理。其後黑衣人在十字路口將路磚拋出堵路及破壞紅綠燈。
到凌晨12時，大批防暴警員和便衣警到達十字路口四方包抄，多名便衣警喬裝示威者，在富康花園外制服兩名男子。而唐俊街有超過20人被包抄，警員要求高舉雙手跪下，其後全部以非法集結罪名拘捕。到12時18分，防暴警員封鎖尚德邨停車場，要求記者離開。其後警方開始於巴士總站進行清場行動，驅散在場的市民和記者。
凌晨2時，警員由廣明苑後方入邨，多名便衣警在尚德邨內制服和拘捕多名市民，當中包括一名城大記者和癲狗日報記者，警員更用胡椒噴霧射向義務急救員。其中城大記者因被警員粗聲呼喝偷竊，記者大聲以「我無偷嘢」（我沒有偷東西）回應後便被拘捕。
當日有119人被捕，年齡介乎13歲至48歲，包括3名記者及5名區議員。包括西貢區議會主席鍾錦麟、蔡明禧、馮君安、陳緯烈及王卓雅。其中王卓雅因「被警員非禮後被捕」。
民主動力和城大城市廣播發表聲明，批評警方的「違法違權、濫暴濫捕」行為令人髮指，要求立即釋放被捕的民選議員及記者。
到2021年8月24日，一名調酒師23歲及一名21歲大學生被指當日於將軍澳唐明街與唐俊街交界佛教志蓮小學外被控拒捕及企圖拒捕罪，他們否認控罪。觀塘裁判法院裁判官莫子聰裁定罪名不成立。裁判官指2名作供警員的證供與現場拍攝到的片段不符，不接納他們的供詞。

#### 2020年3月8日

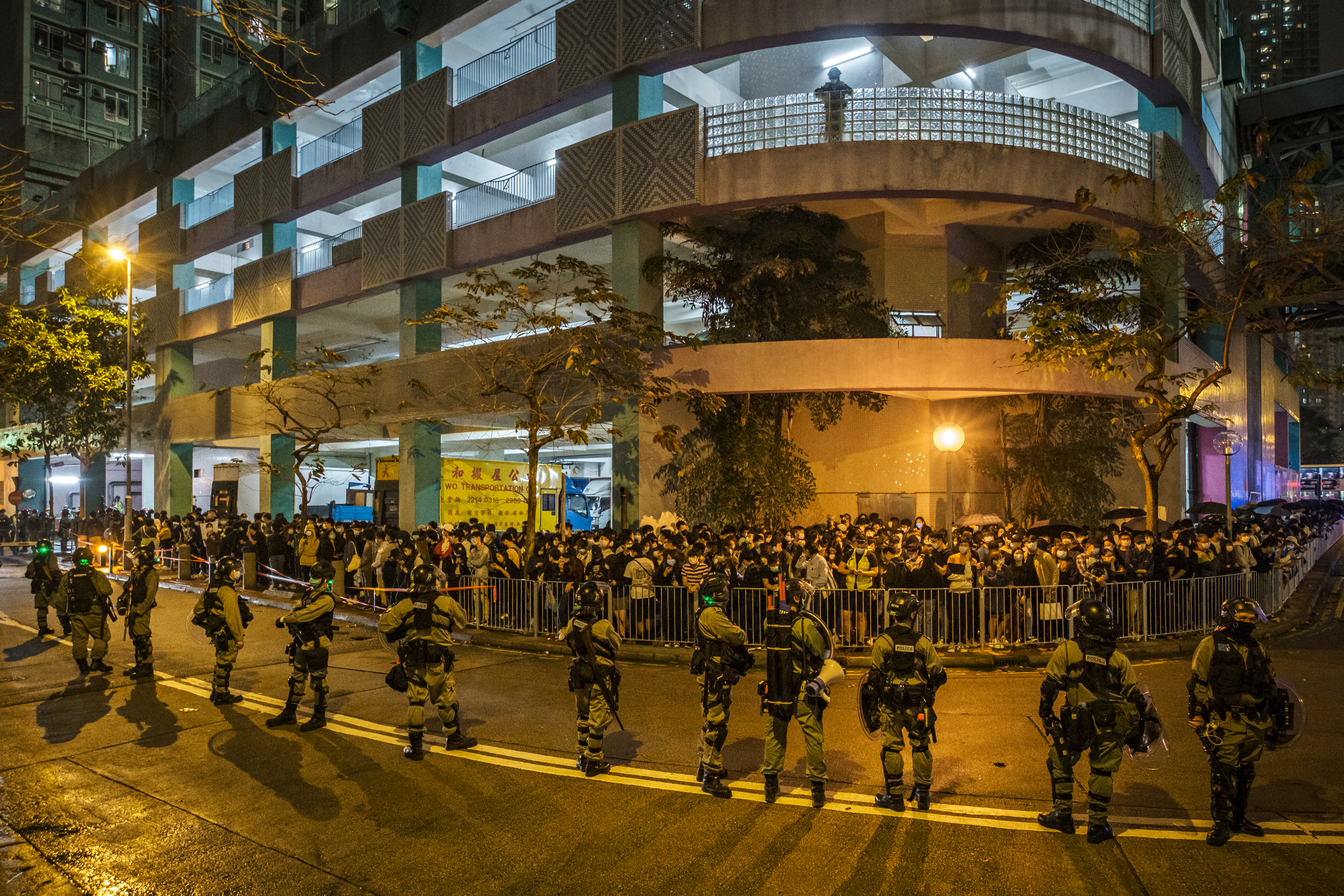
市民在晚上8時15分默哀一分鐘後，尚德停車場外有近300名市民和記者遭警方排隊逐一搜查

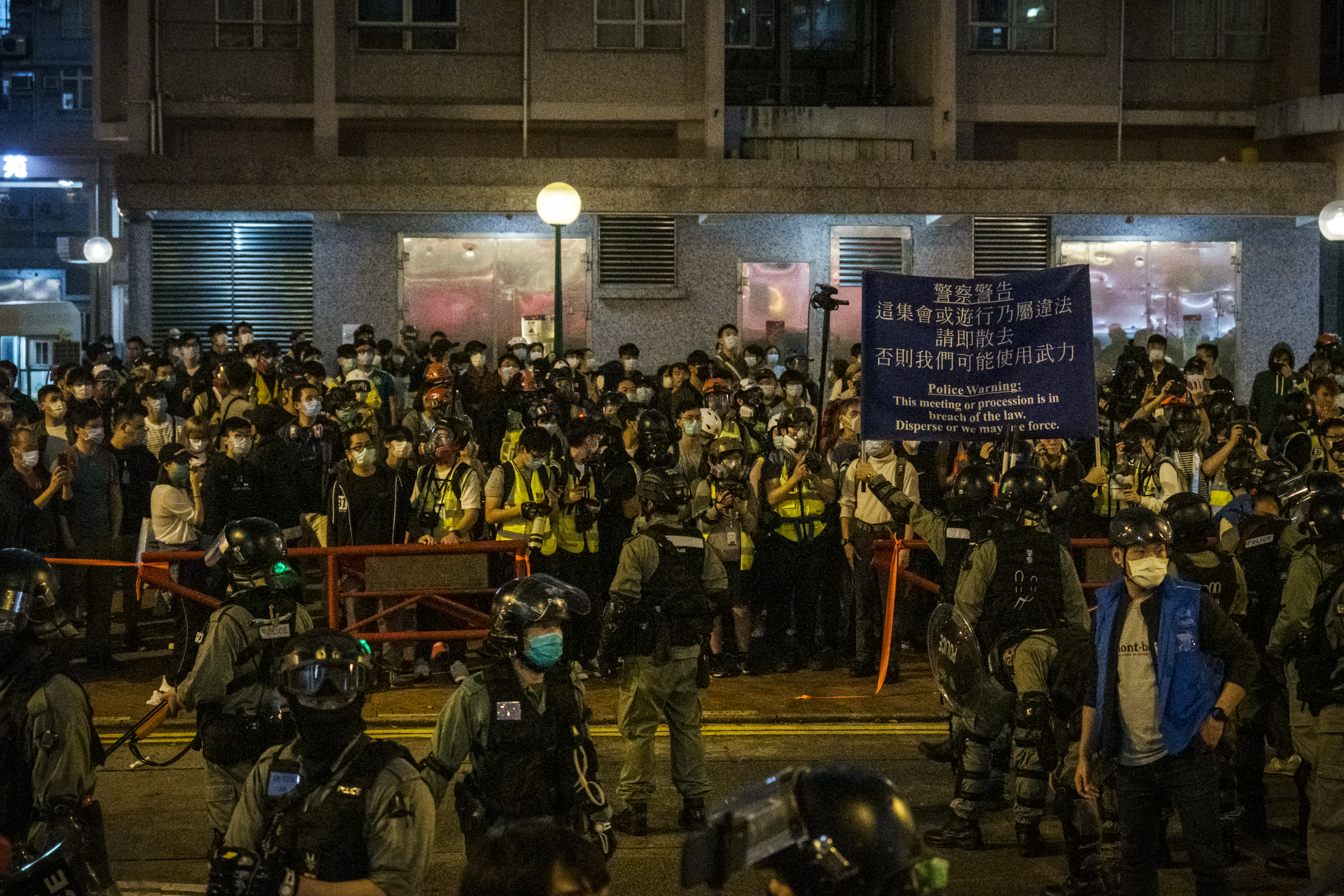
警方警告在尚德停車場對面觀看搜查過程的市民涉嫌「非法集結」

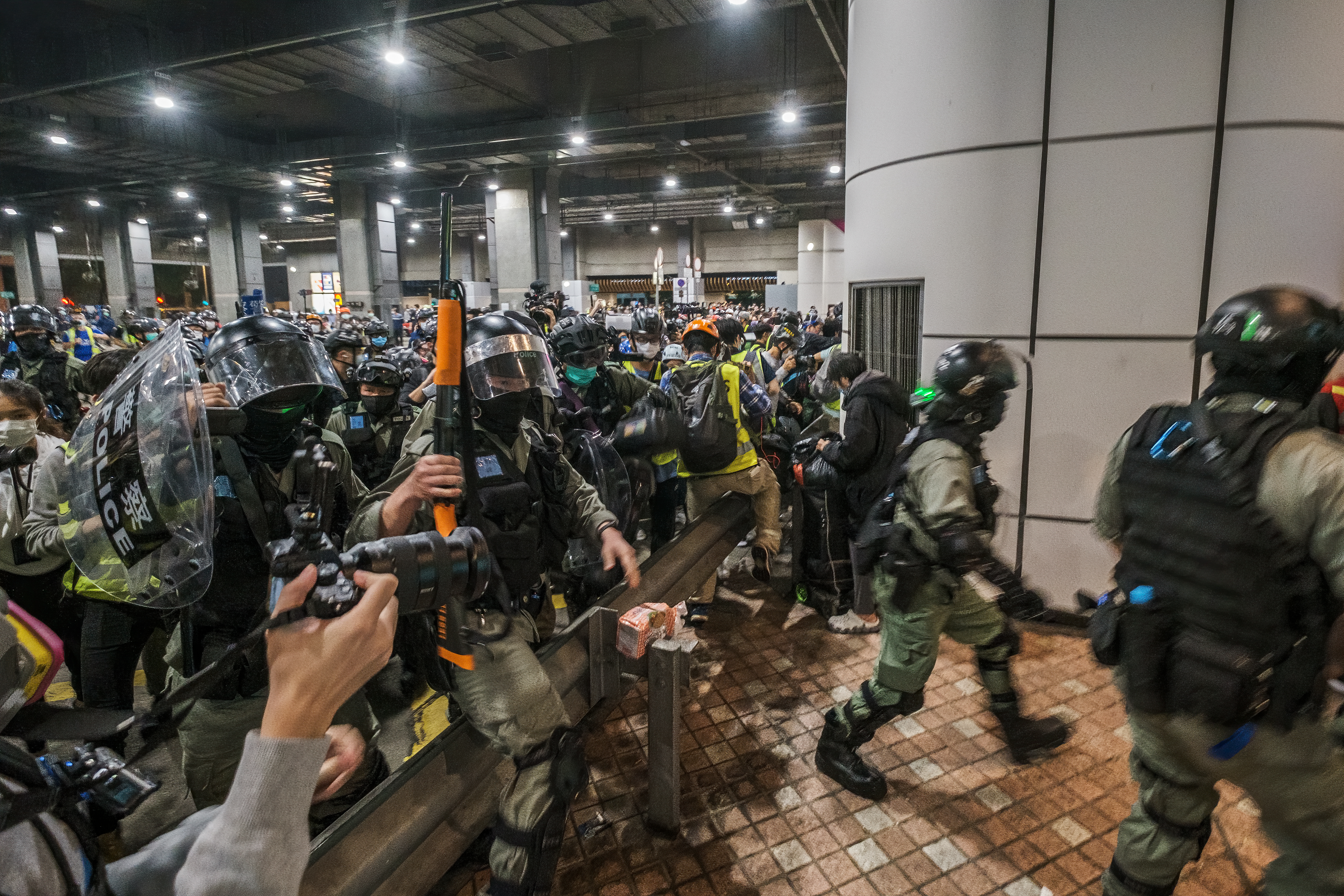
晚上10時，大批防暴警員在巴士總站驅散市民

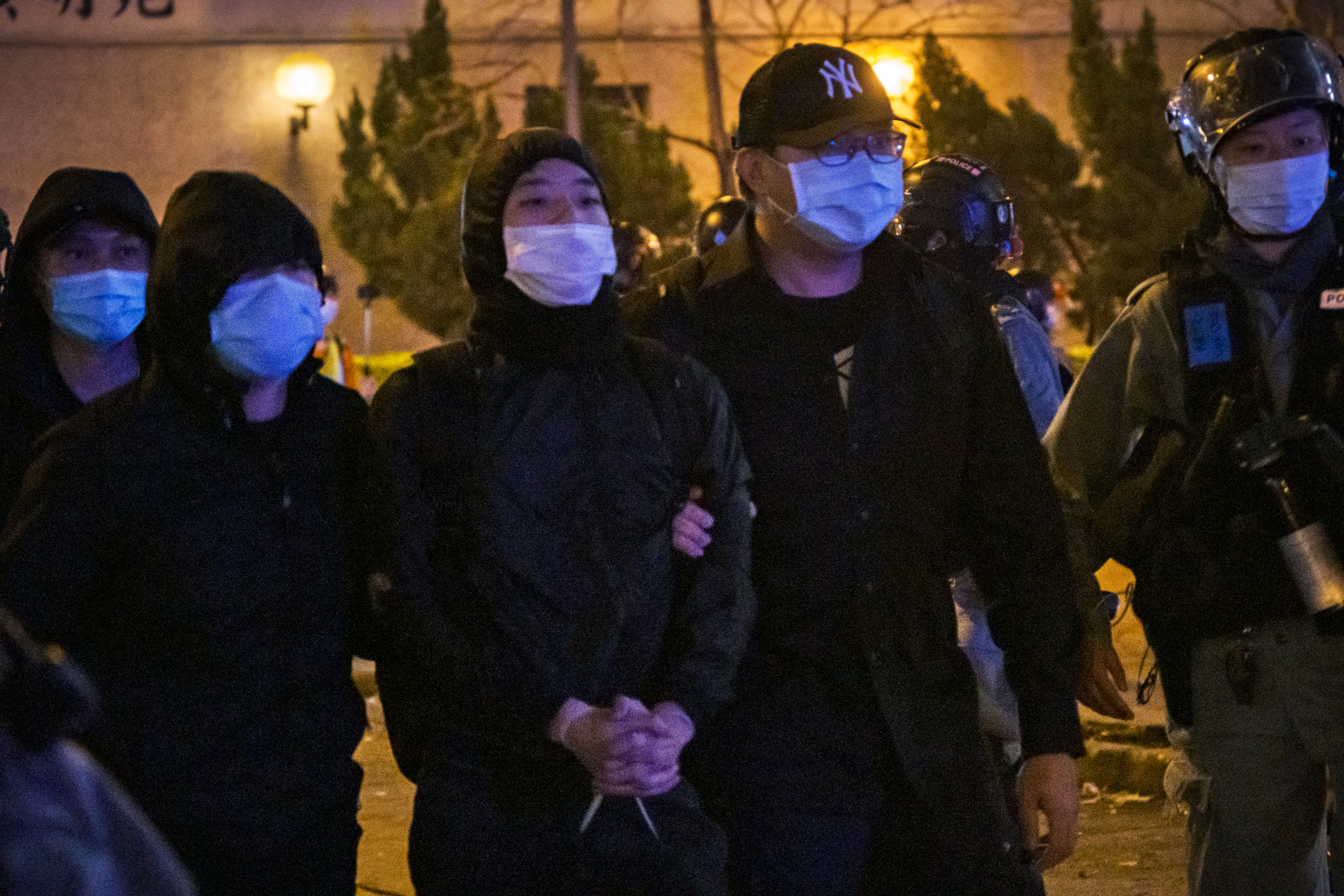
到深夜11時51分，便衣警員跑入廣明苑範圍追捕市民，有人被帶走

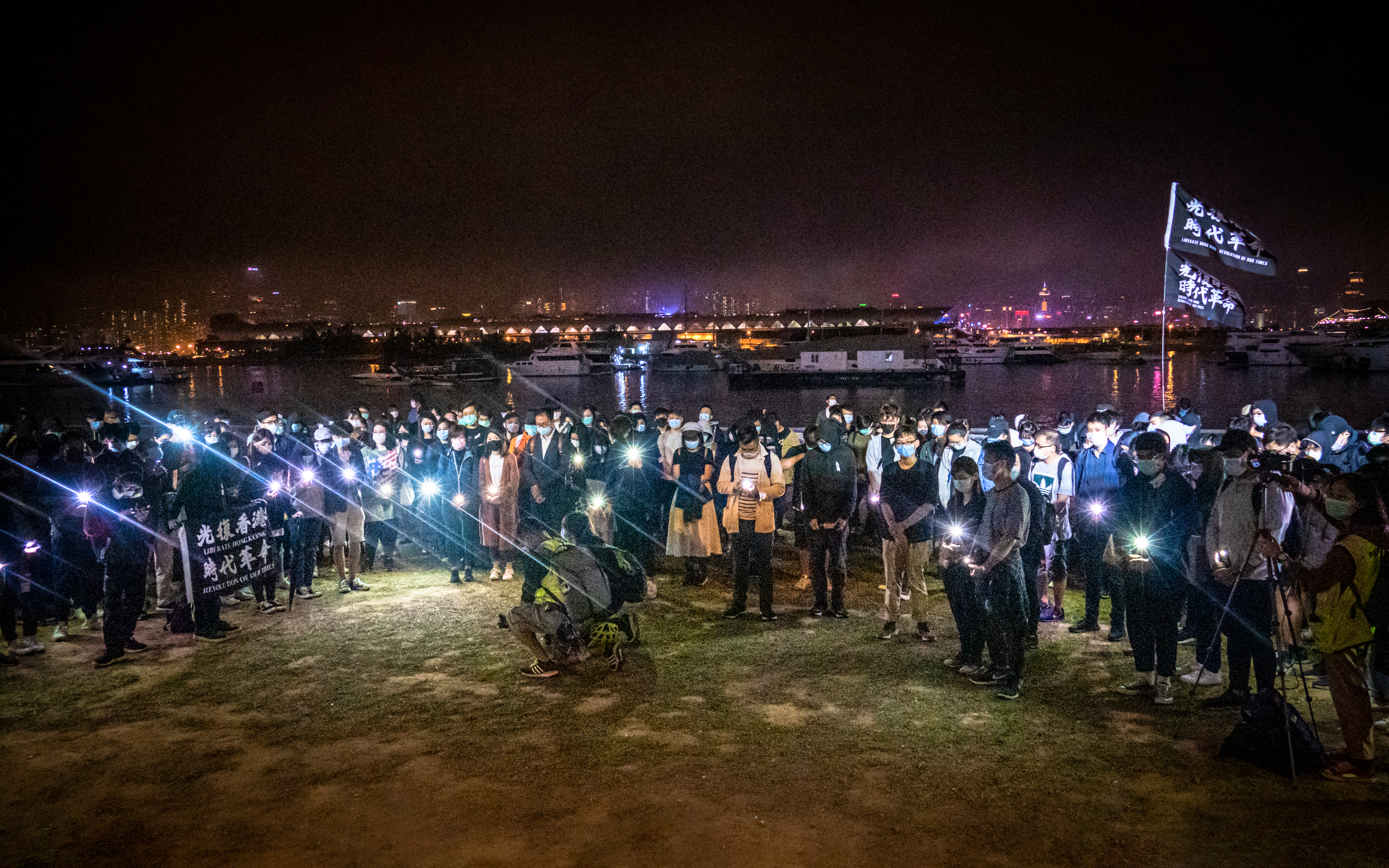
觀塘海濱公園有約200人參與悼念活動

周梓樂逝世4個月，有網民分別在觀塘海濱公園及將軍澳尚德停車場發起悼念活動。
在活動開始之前，大批防暴警員已經在尚德停車場內巡邏及戒備，並在附近截查私家車。而將軍澳站和調景嶺站也有大量防暴警員截查市民，有人被捕。晚上約7時半，有過百名市民到尚德十字路口的祭壇，以播放詩歌和點起燭光等方式悼念。大批市民在晚上8時15分默哀一分鐘後，警方突然封鎖停車場外的祭壇一帶，指現場人士參與未經批准集結，並驅趕市民及記者，後更舉起藍旗，其後更一度有近300名市民和記者遭警方排隊逐一搜查，包括歌手阮民安及離島區區議員王進洋等。同一時間，一名持滑板黑衣男子站出馬路後，突然被壓地上制服，到10多分鐘後才有救護車將該名男子送院。
到晚上9時半，一名黑衣青年因舉起一支旗織而被防暴警察阻止並拘捕。晚上10時，立法會議員許智峰到巴士總站了解事件，但被警員指責他不要煽動在場人士。20分鐘後，防暴警察突然衝入商場拘捕一名年輕人。也在屋邨範圍制服一名黑衣男子，並將他帶走。到近11時，多名身穿「傳媒聯絡」服飾的警員帶走兩名男子，引起記者質疑。

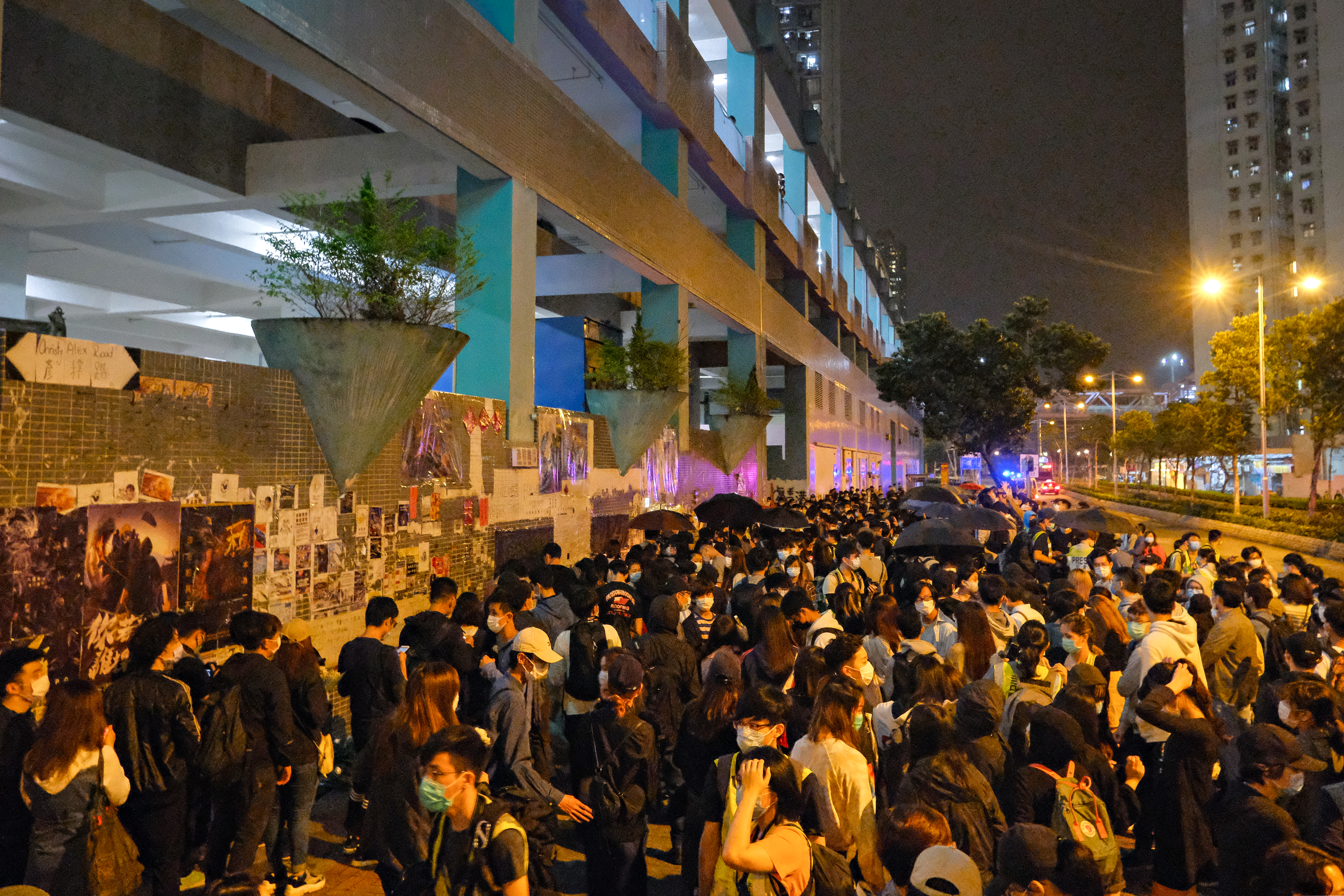
晚上近8時，大批市民在尚德停車場外的祭壇悼念
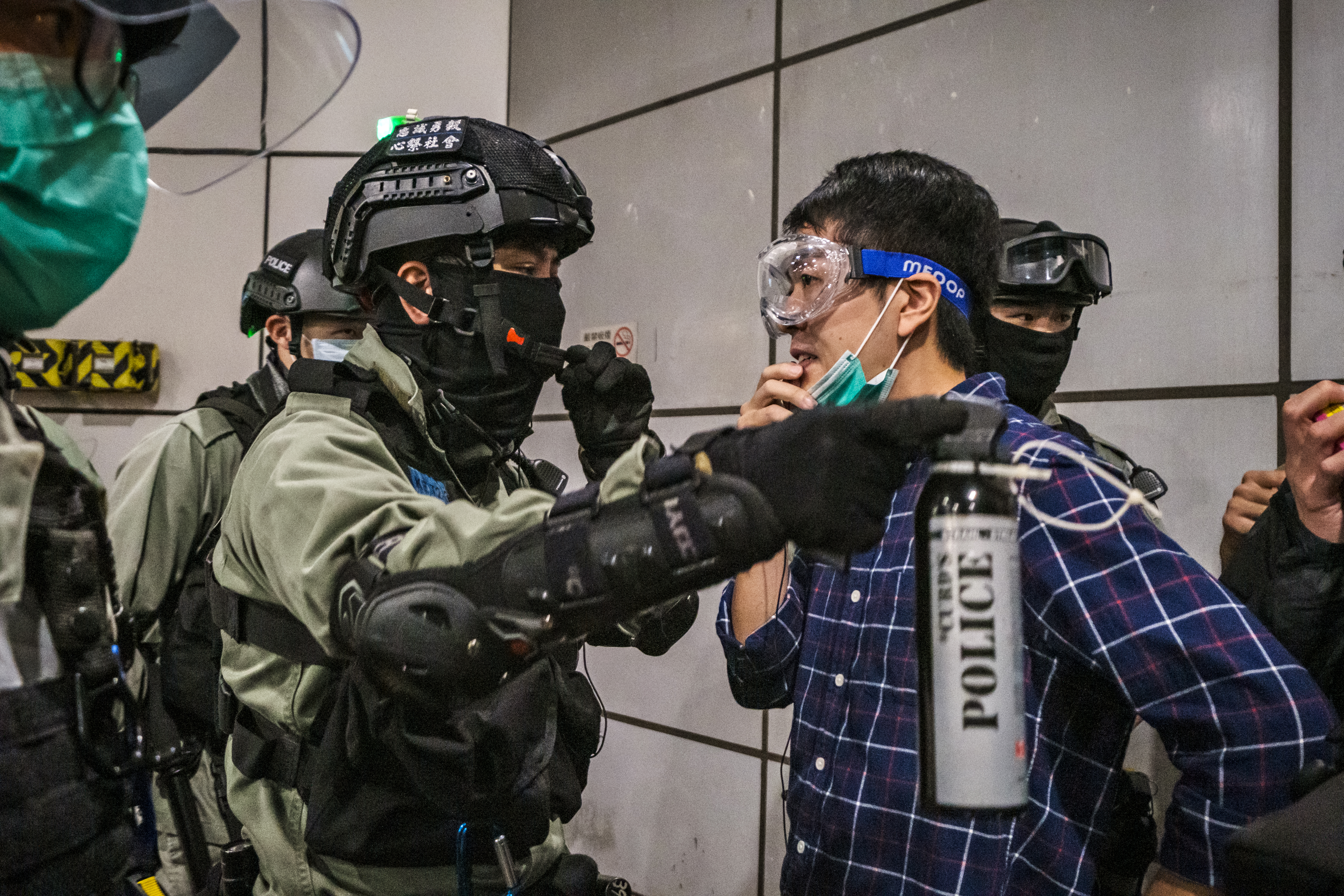
立法會議員許智峰到巴士總站了解事件，但被警員指責
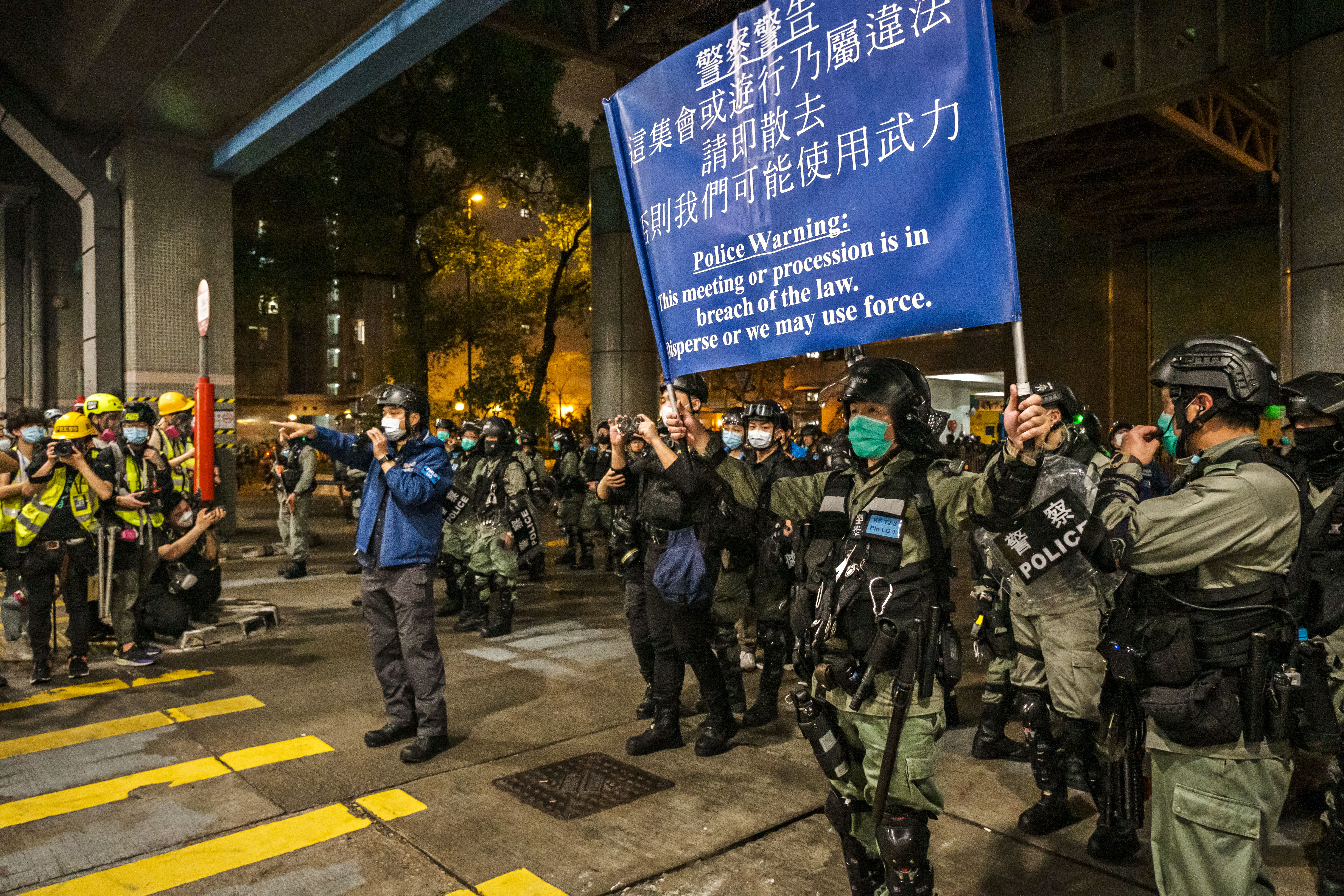
防暴警察舉起藍旗，指巴士總站逗留的市民涉嫌「非法集結」
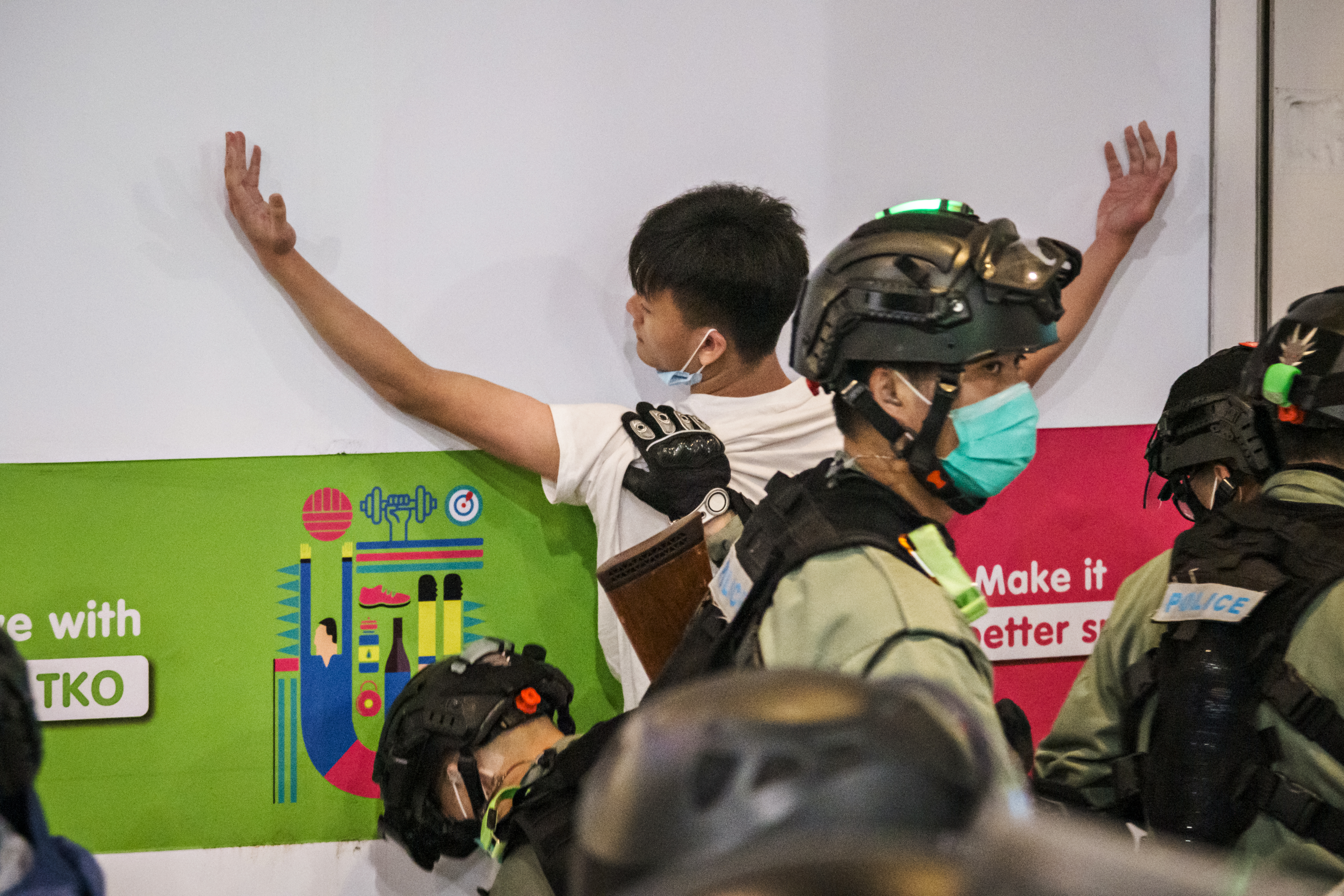
一名年輕人在商場被拘捕後帶往巴士總站搜身，其後被帶走
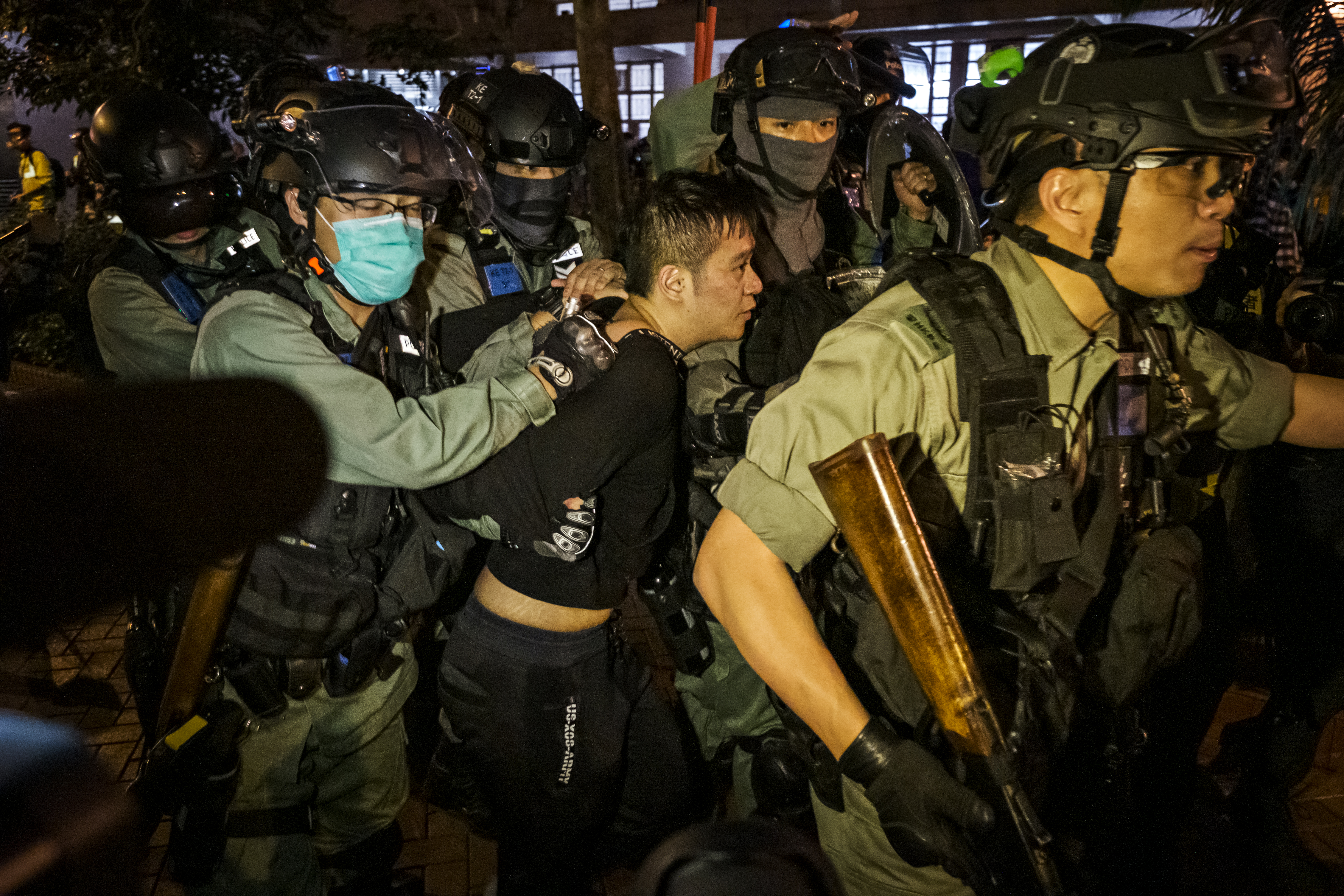
防暴警察在屋邨範圍制服一名黑衣男子，並將他帶走

到深夜11時51分，警方突然衝入廣明苑及尚德邨範圍進行圍捕，期間一名有線記者採訪時，被一名防暴警員從後用盾牌推跌，記者倒地感到暈眩，需接受急救治理。而便衣警員跟隨數名黑衣人跑入廣明苑範圍，多名在場逗留的街坊被要求坐在地上，其中一名男子雙手遭反綁，在場警員聲稱他們涉嫌「非法集結」。近凌晨1時，有26男14女被押上旅遊巴帶走。現場共拘捕46男17女，年齡介乎14歲至37歲，涉嫌非法集結、藏有仿製槍械、藏有攻擊性武器。
另外，《有線新聞》記者採訪周期間，被防暴警察從後推跌。相隔近兩年半後，警察投訴課指「相信該名警員並非蓄意」撞跌記者，又指事發只有幾秒，而投訴人提供的影片解像度較低，未能確認警員身份，將投訴列作「無法追查」。

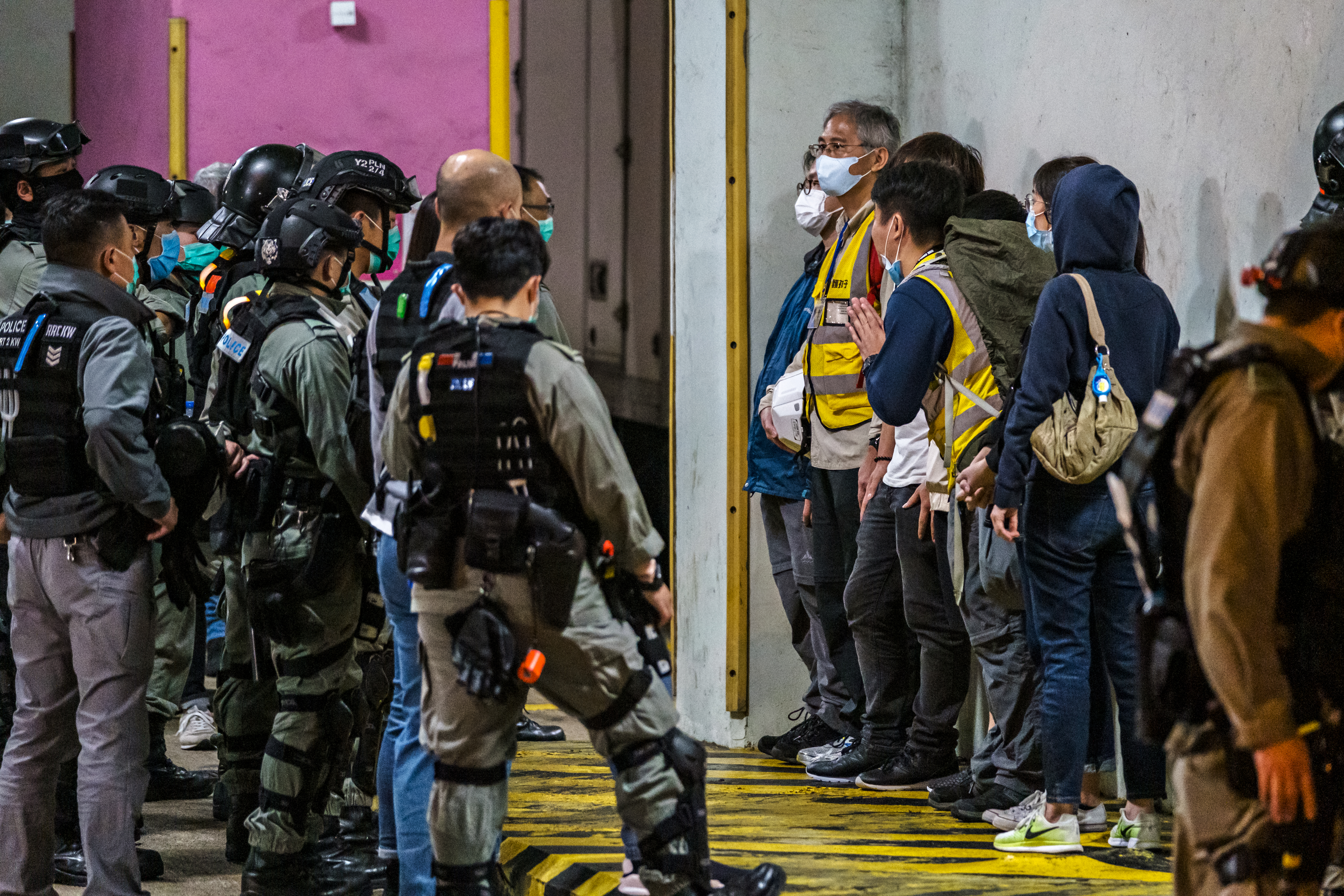
到深夜仍有多人被等候逐一搜查，當中包括守護孩子行動成員
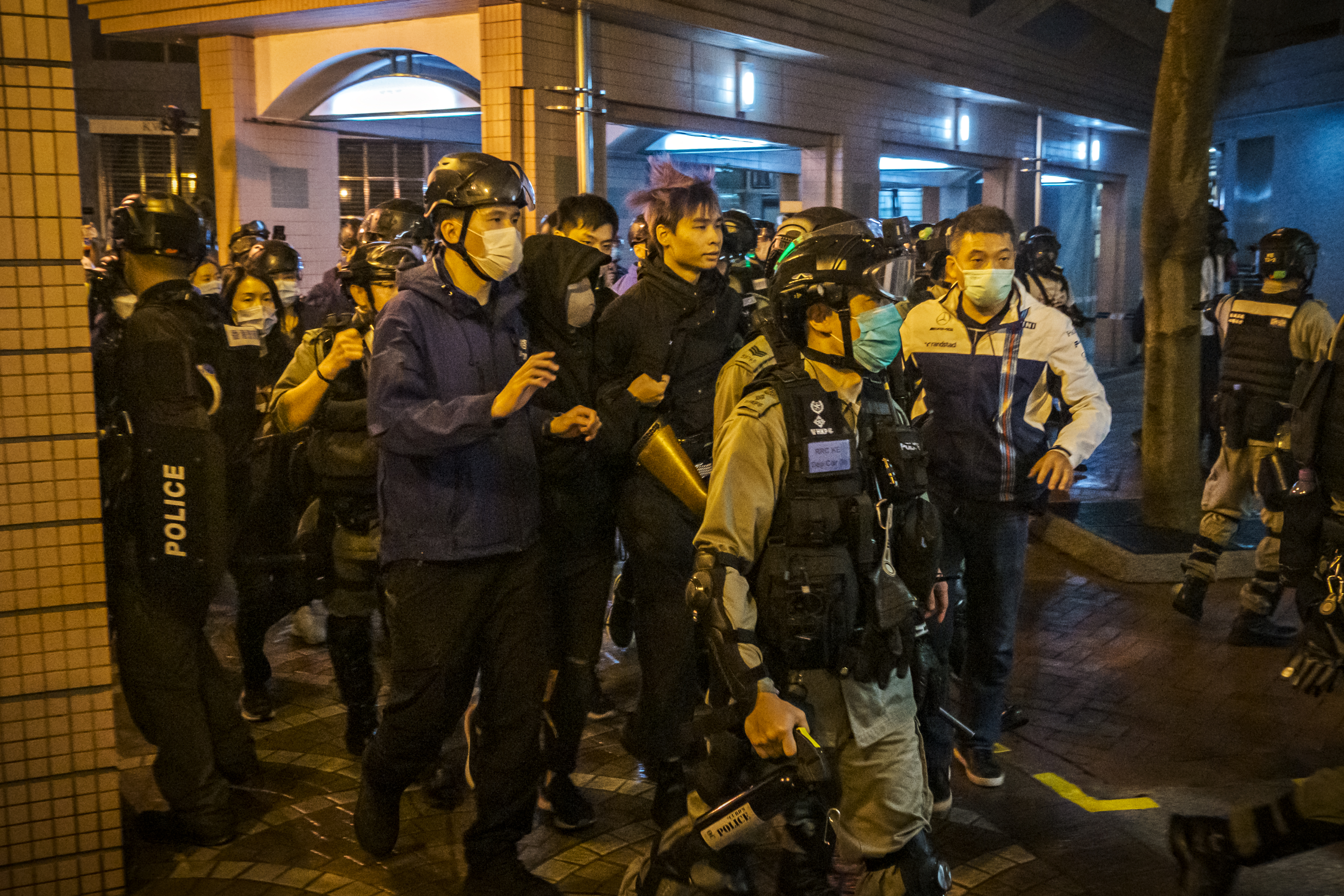
便衣警員跑入廣明苑範圍追捕市民，有人被帶走
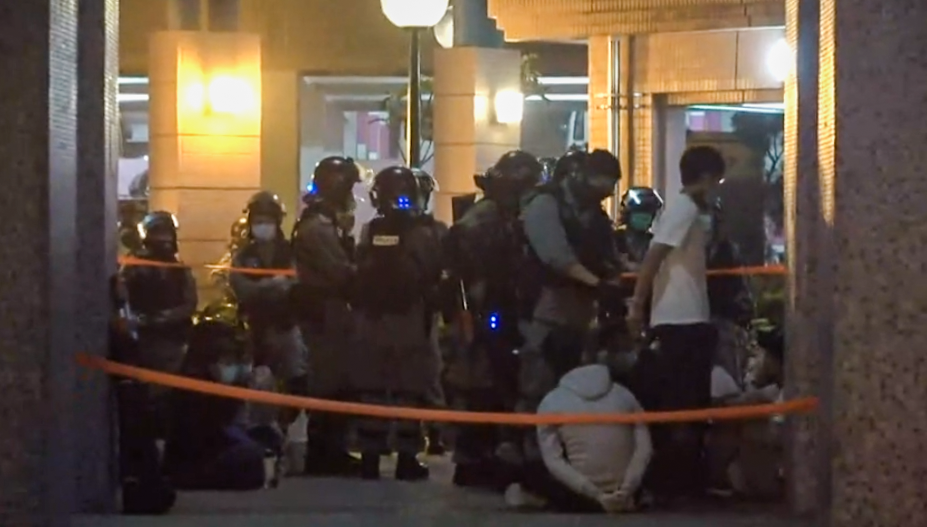
多名在場逗留的年輕街坊被防暴警員要求坐在地上，其中一名男子雙手遭反綁
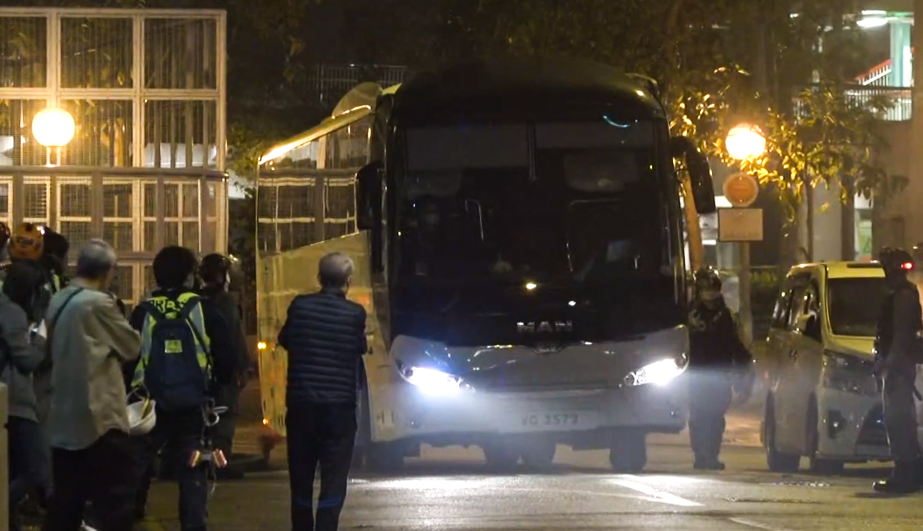
凌晨1時，被捕人士帶上車牌為VG3572的旅遊巴離開
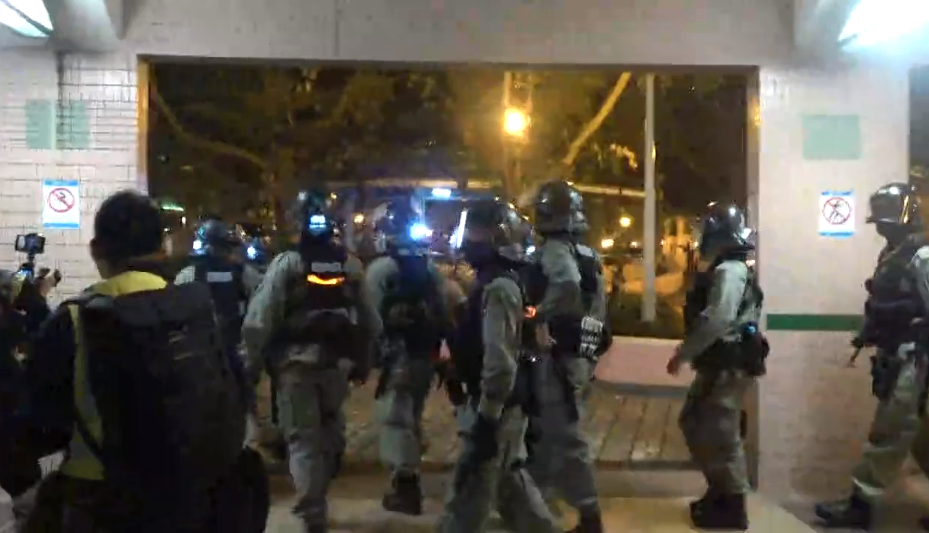
旅遊巴離開後，大批防暴警繼續搜查廣明苑及尚德邨範圍

另外，在觀塘海濱公園亦有約200人參與悼念活動，現場有人以連儂牆的方式悼念，並寫上「保持熱度，抗爭到底」的字句。在踏入8時09分，即周梓樂離世的時間，現場人士為周梓樂默哀。

#### 2020年4月8日
網民發起悼念周梓樂逝世5個月活動，大批防暴警已經在下午5時在將軍澳站及尚德邨停車場一帶戒備，並在停車場高層觀察及拍攝地面情况。在「限聚令」下，尚德停車場外只有少量市民獻花。有市民不滿被警員要求離開。

#### 2020年5月8日

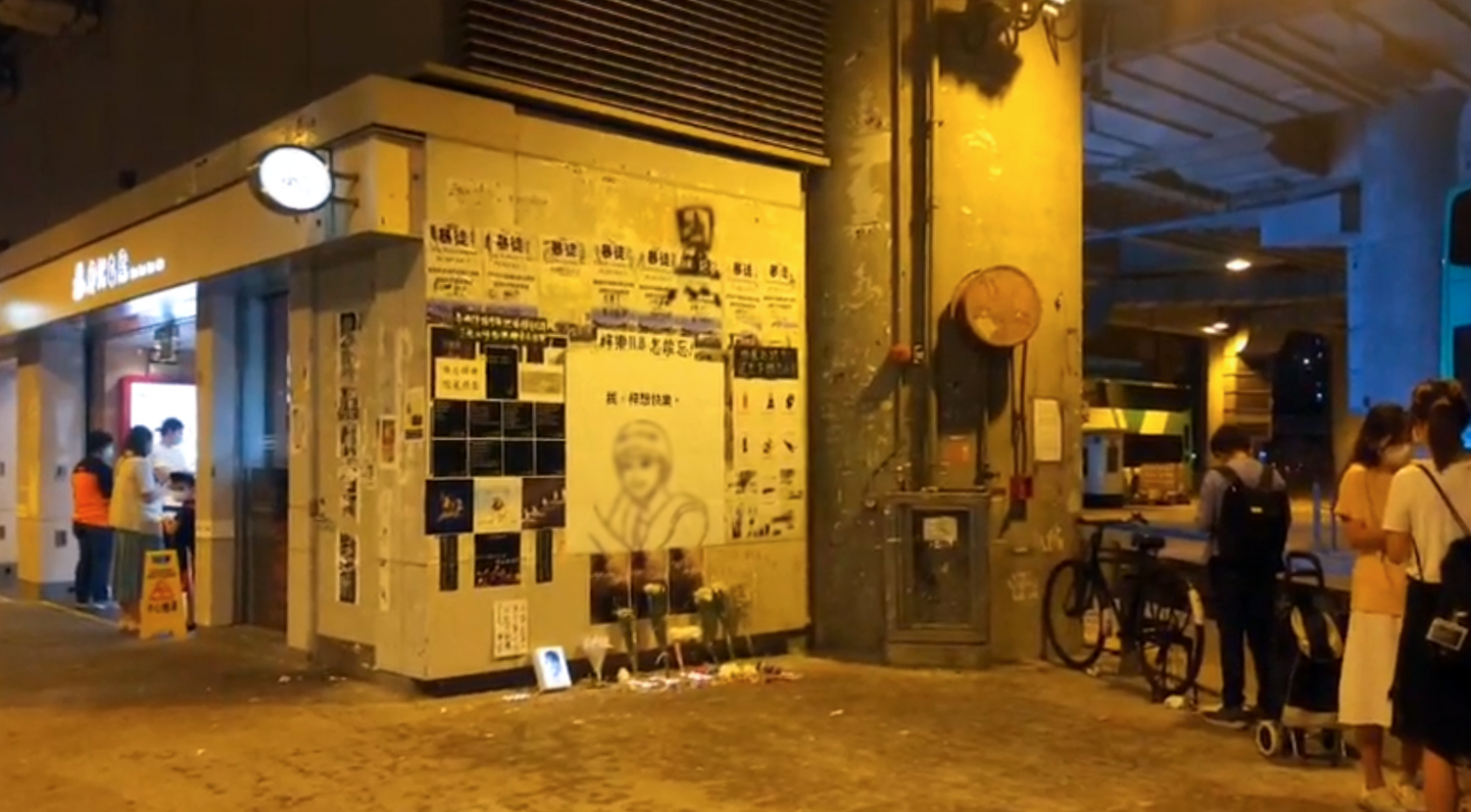
在元朗站地下巴士總站，連儂牆上貼有周梓樂的肖像畫，有人放下鮮花和紙鶴

在香港科技大學，學生會發起悼念周梓樂逝世半週年活動，傍晚約6時，在校內舉行追悼會，有約250人出席，並分批獻花。另外，網民發起「全港悼念、遍地開花」活動。晚上約8時，有市民分別在將軍澳尚德邨、元朗站、屯門大會堂和旺角等地聚集，防暴警察則警告市民涉嫌違反「限聚令」。晚上約9時，市民在旺角聚集，有人在豉油街堵路，防暴警察不斷驅散聚集的市民。其中在西洋菜南街截停約8人，並發出「限聚令」告票。

#### 2020年6月8日
在晚上，有數十人在尚德停車場外聚集悼念，由社工呂智恒等人帶領默哀和祈禱，亦有人獻上白花。到了晚上約八時，有警員到場警告他們不要聚集，又拉起膠帶設立封鎖線，期間一度有人與警員理論。而停車場內外有警察戒備。間中有人在遠處高叫政治口號及指罵警員，而警員也用電筒照向街外。現場沒有人被捕或發出限聚令告票。

#### 2020年7月8日
周梓樂逝世八個月，約30名市民到尚德邨停車場外點起燭光、獻花及上香，到於晚上8時09分進行默哀。社工呂智恆和藝人阮民安均有到場悼念。警員在停車場一帶戒備。而中環置地廣場有兩名市民進行悼念祈禱會，在中庭高舉標語及叫口號。

#### 2021年1月8日

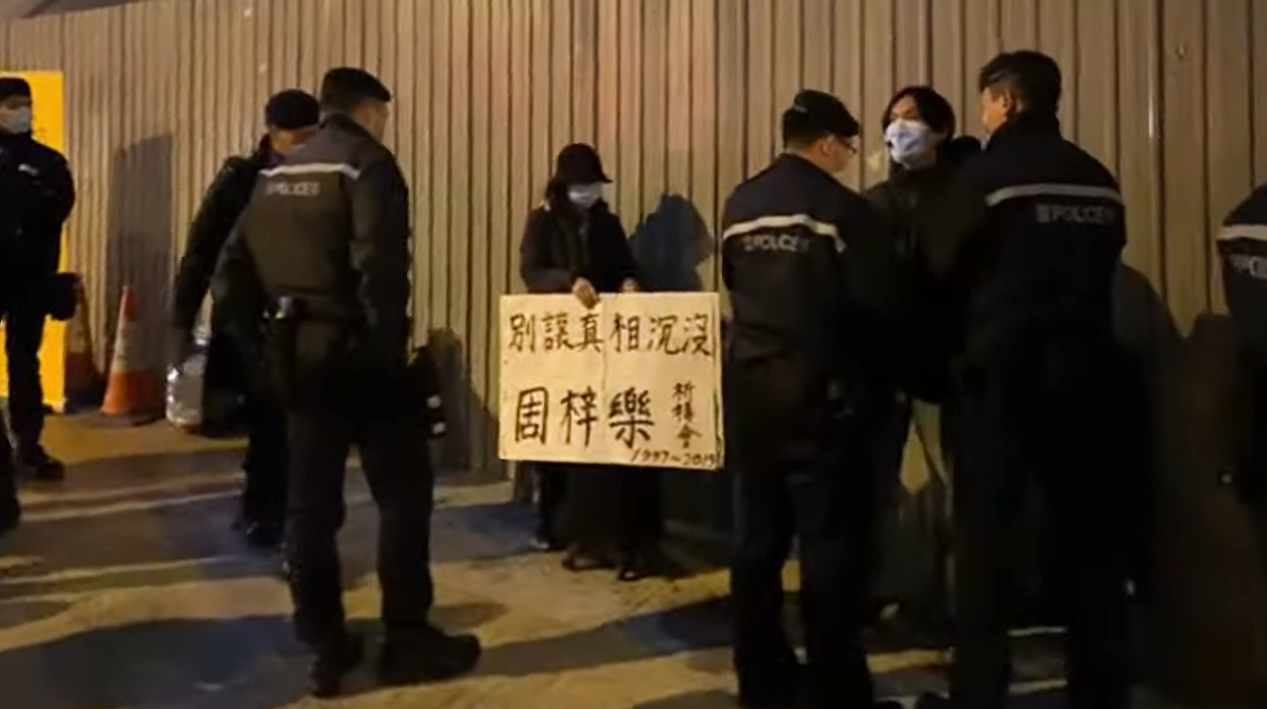
晚上8時半左右，社工呂智恆和另一名舉起「別讓真相沉沒」、「周梓樂祈禱會」字牌的婦女被截查，並要求收回，否則將票控亂抛垃圾

周梓樂離世14個月，有市民在尚德邨停車場外，擺放鮮花及點燃蠟燭拜祭。至下午5時許，超過30名警員到停車場內外及周邊巡邏和戒備。入夜後，警員在尚德十字路口放置易拉架，提醒市民禁止於公眾地方進行多於2人的群眾聚集，並截查逗留的市民身份和阻止擺放鮮花。

#### 一週年

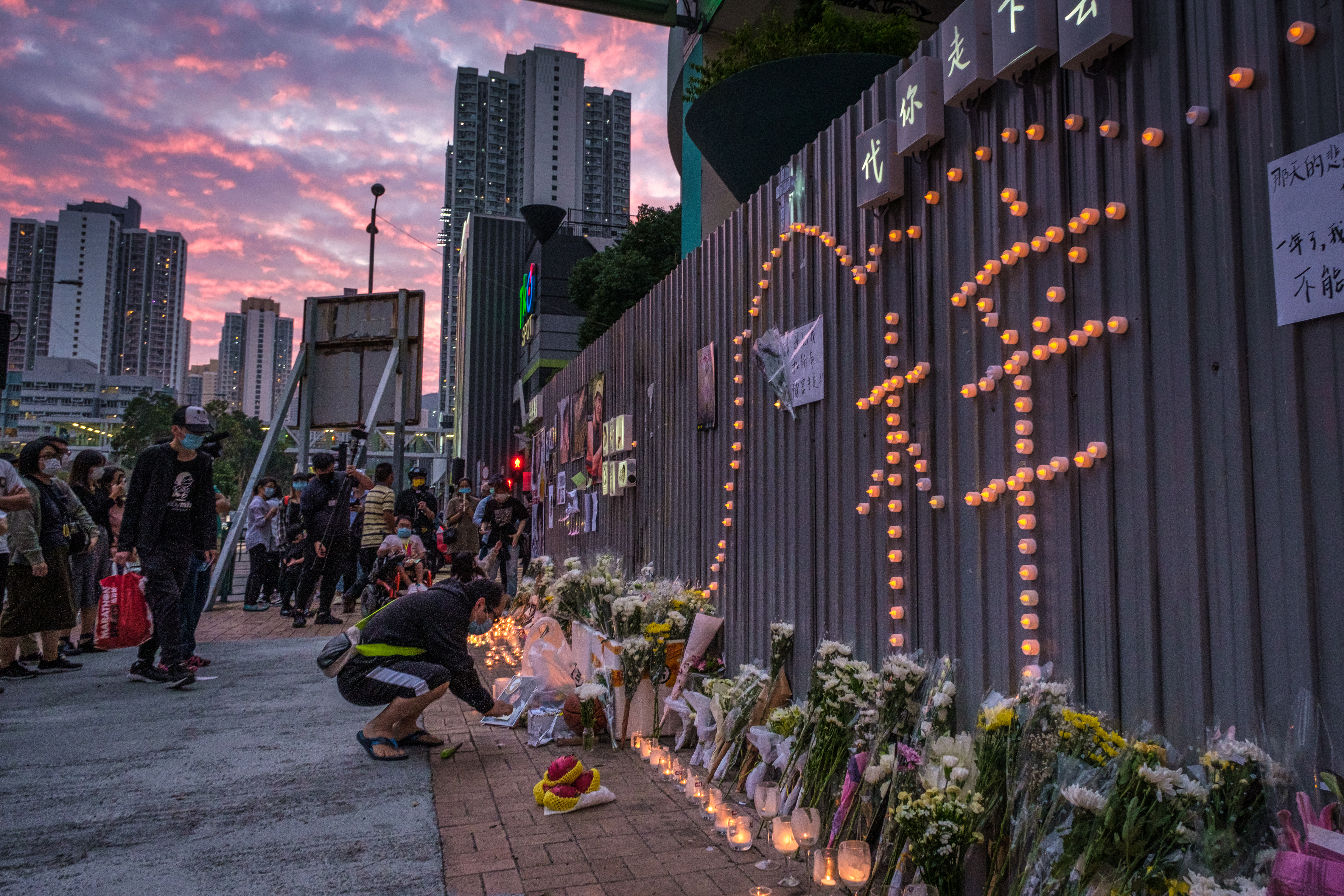
傍晚已經有市民到尚德十字路口（尚十）外悼念和獻花

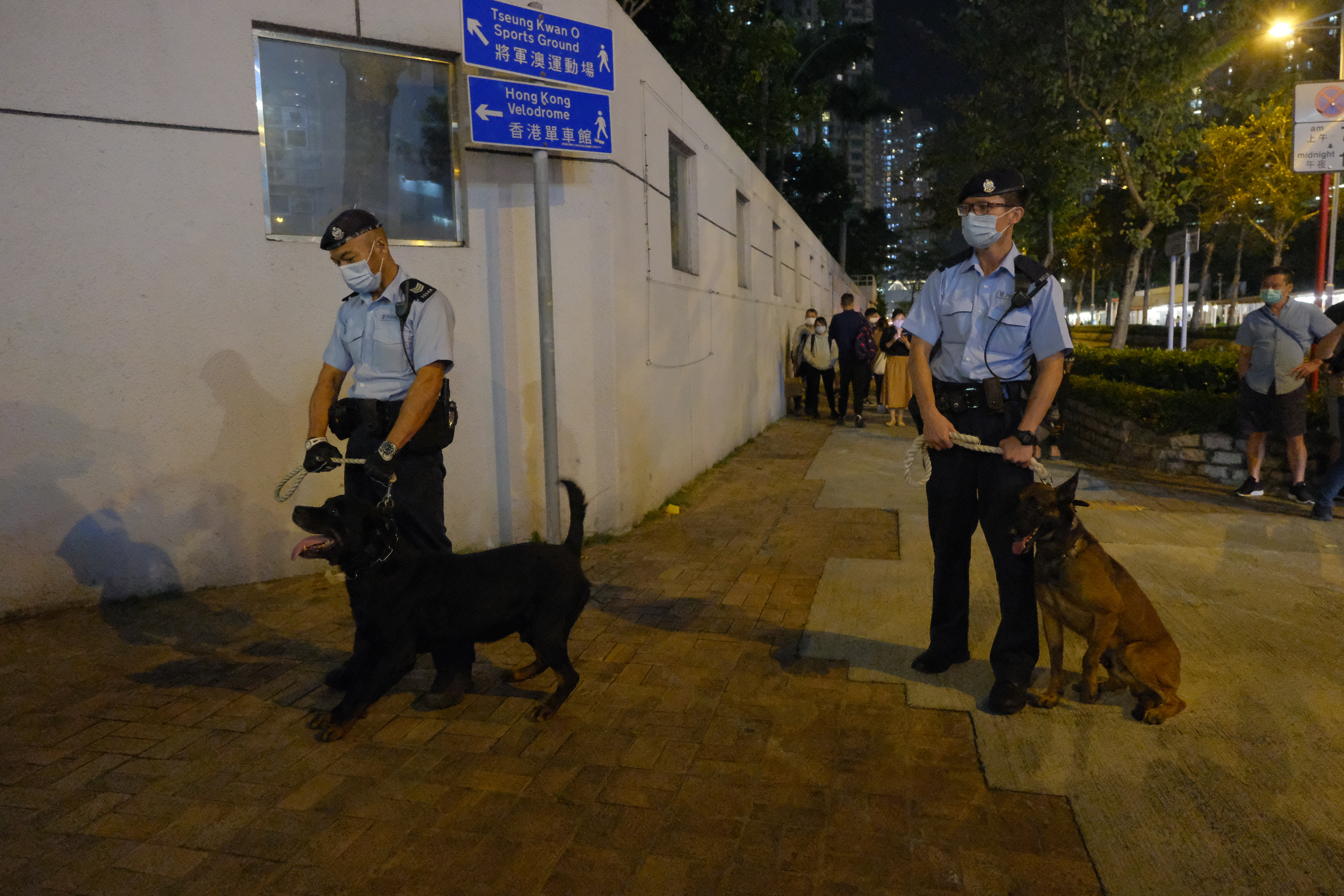
警犬在尚德十字路口外

周梓樂逝世一周年，大批市民晚上到尚德十字路口（尚十）外悼念和獻花。大批機動部隊警員在馬路周邊和停車場內戒備，並多次開咪警告在場者或違反限聚令，要求市民完成悼念後離開現場。其後警員稱要實施人流管制為由，一度在祭壇前設封鎖線。到晚上8時許，原本計劃舉行默哀儀式，不過有人叫「光復香港，時代革命」後，警員隨即跑過對面馬路，舉起紫旗警告指該口號或違反《港區國安法》。而記者持相機行近時，警犬多次衝前，一名網媒記者的三腳架險被咬中。到晚上約9時30分，西貢區區議員葉嘉榮、李嘉睿等人在路口開設街站時，警員到場，並將3名附近休息的市民，共6人一起被票控。而一名男子因涉嫌刑事毀壞尚德邨停車場牆壁被拘捕。另外，人稱lunch哥的中學生David和陳伯等人在銅鑼灣維園默哀悼念周梓樂。

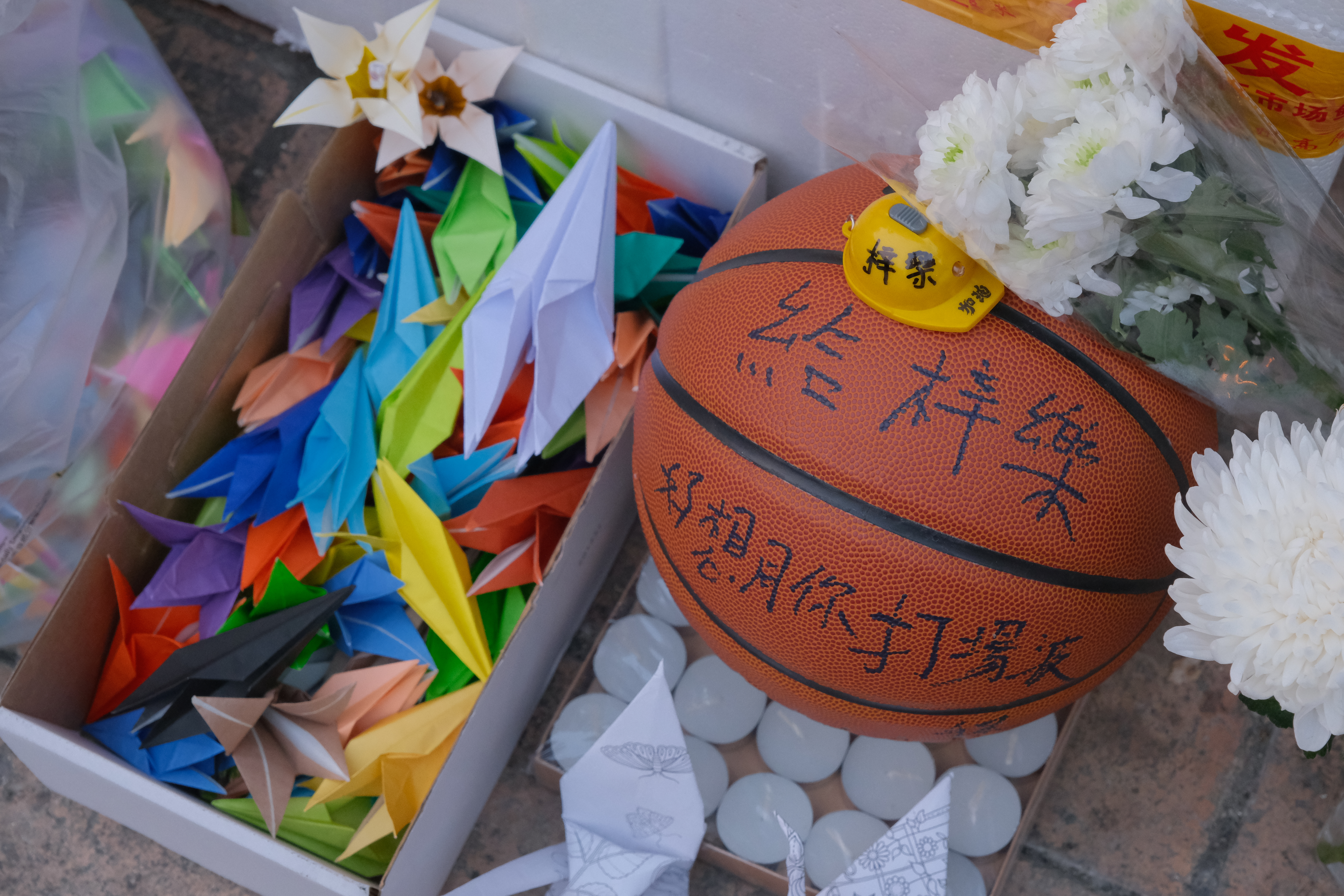
有人擺放籃球
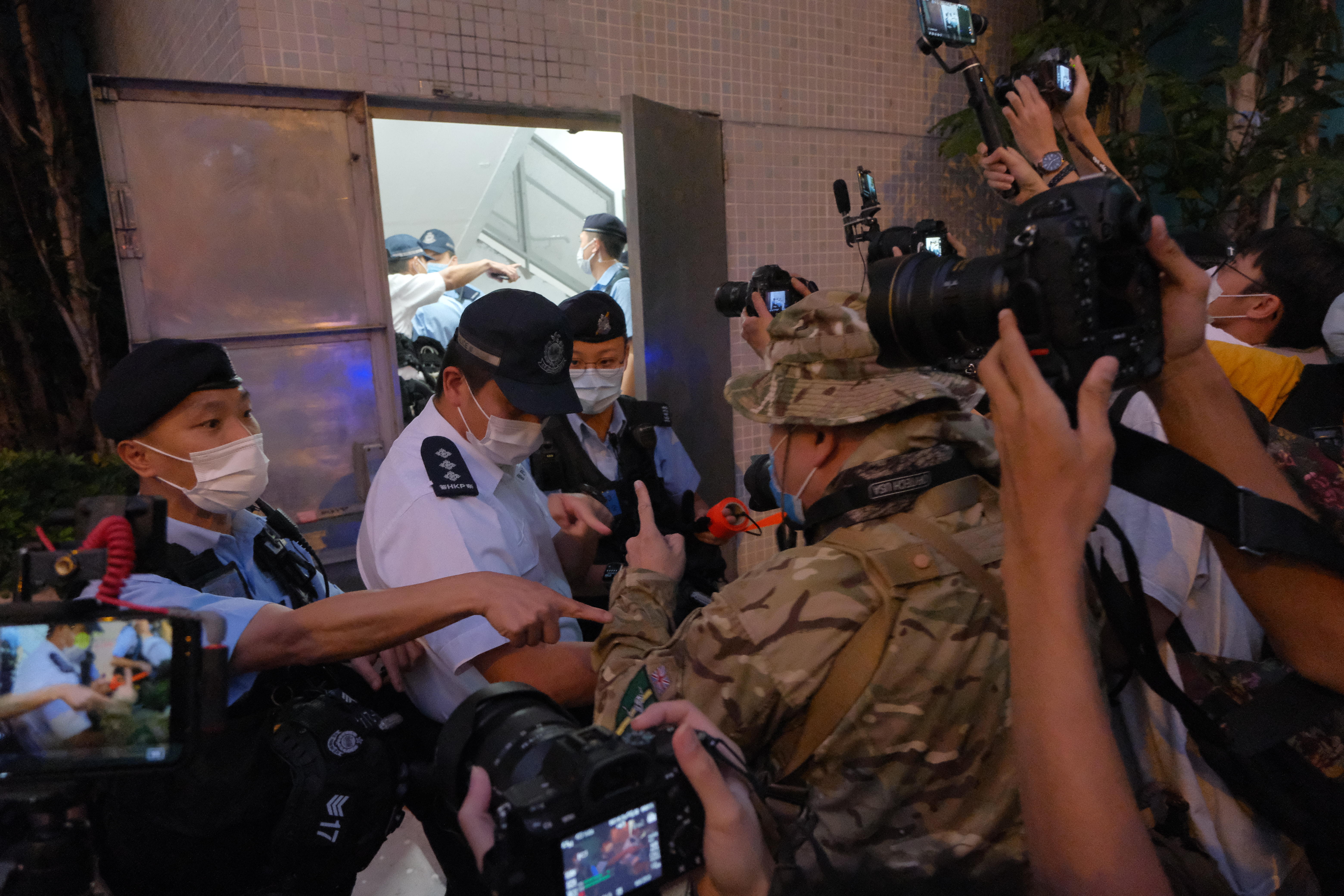
傍晚5時55分，一名男子因涉嫌刑事毀壞尚德邨停車場牆壁被拘捕，大批警員圍封該處，記者不能走近
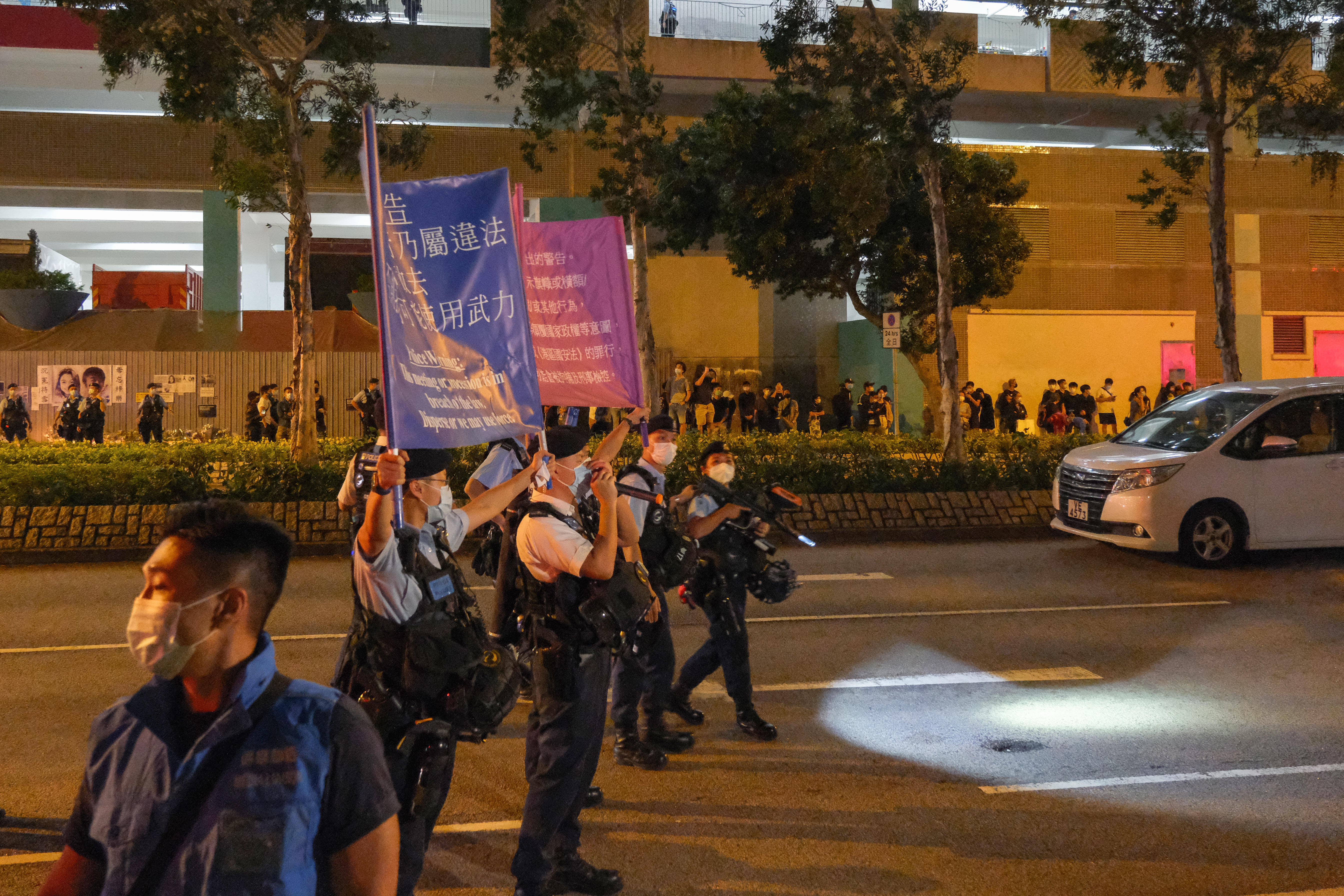
晚上8時許，原本計劃舉行默哀儀式，不過有人叫「光復香港，時代革命」後，警員隨即跑過對面馬路，舉起紫旗警告指該口號或違反《港區國安法》
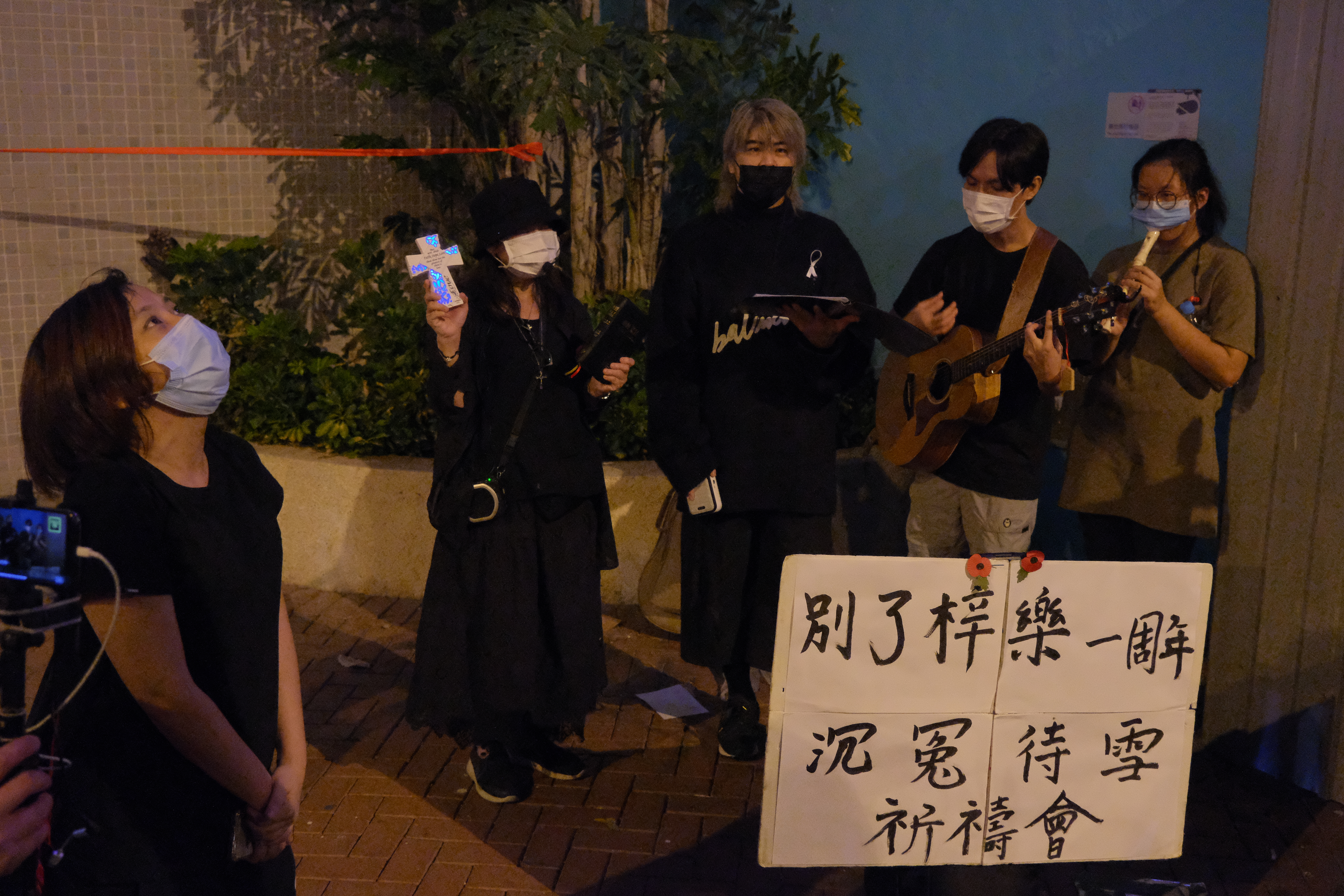
男歌手阮民安連同社工呂智恆等人進行悼念活動
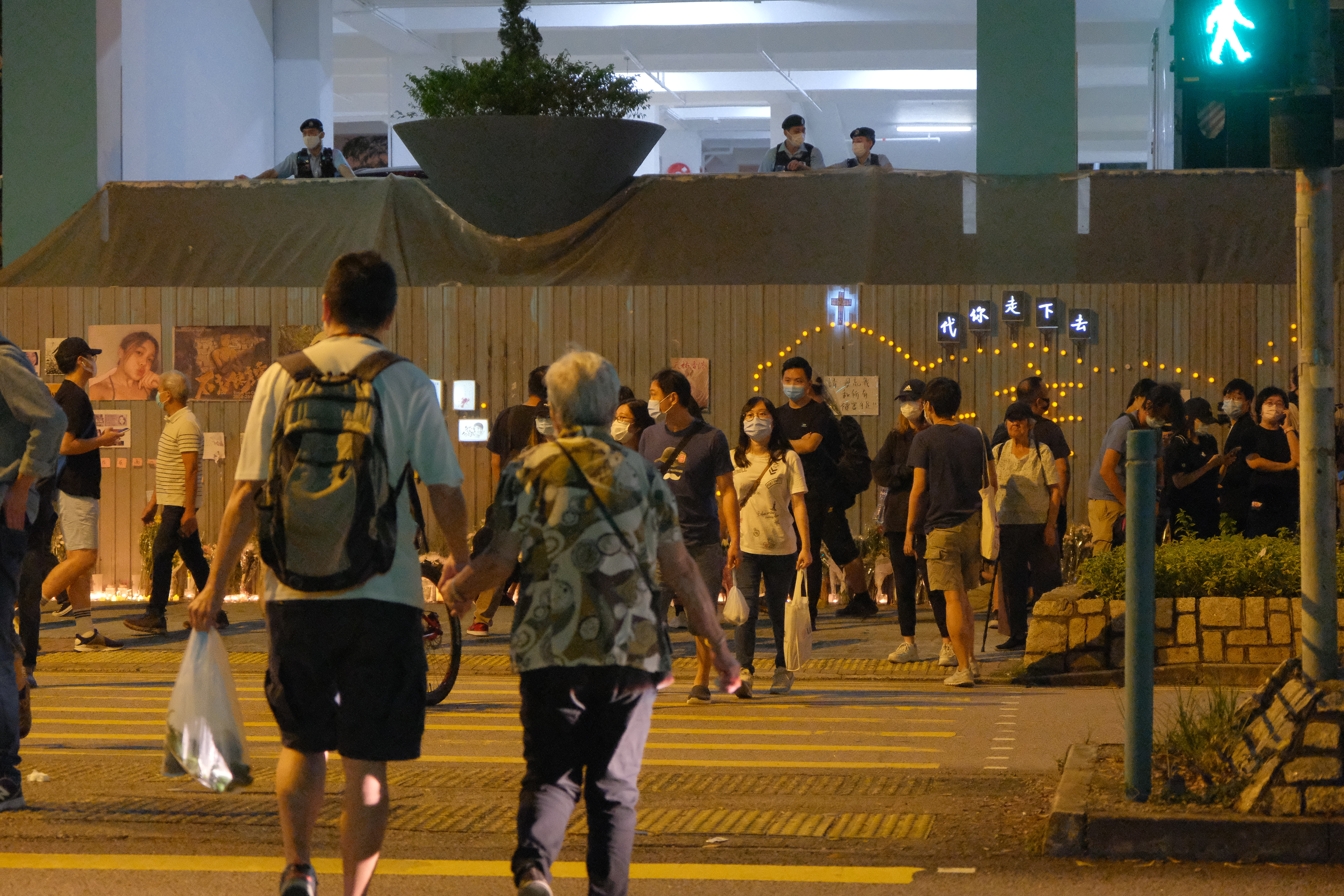
機動部隊警員在停車場內戒備

#### 二週年
周梓樂逝世二週年當晚，近20名警察在尚德商場停車場十字路口戒備，並出動警犬。一名中年男子在地上擺放電子蠟燭後卻被近10名警員即包圍，要求他出示身份證，雙方一度發生口角。到截查近20分鐘後，他自行收拾電子蠟燭後獲放行。而當晚只有零星市民在停車場外面默站及擺放白鮮花。晚上近7時，「王婆婆」王鳳瑤被帶上警車。警員亦警告記者須帶上記者證採訪，否則會違反限聚令。

#### 三週年
周梓樂逝世三週年當晚，大批警員在尚德邨一帶戒備和巡邏，不容許市民放下物品在地上。《獨媒》記者至少三次被警員截查及登記資料。到晚上約7時，「王婆婆」王鳳瑤，手持鮮花及港英旗到達停車場，警員一度大為緊張，曾經多達20人的軍裝警員和停車場附近的便衣警員紛紛到場，最後王婆婆在有少量警員監察下到達事發地點高呼「徹查真相」等口號，而警員亦警告她不能將鮮花留在現場，王婆婆默哀一分鐘後取回鮮花離開。

### 香港政府
當時身處上海的行政長官林鄭月娥在11月5日就事件表示深切慰問，指事件仍然需要調查，不評論警方的責任，警方非常重視案件。
香港政府發言人於11月8日回應傳媒查詢表示，對於一名科大學生於11月4日凌晨在將軍澳一個停車場墮下，在醫院接受手術治療後終告不治，特區政府深感難過和惋惜，並對他的家人致以深切慰問。

### 香港警察
2019年11月8日下午，香港警察在簡報會上聲稱警隊心情與全香港市民「一樣很沉重，很痛心，很難過」（粵語原文：一樣咁沉重、好痛心、好難過）。然而當晚全港多區衝突中，防暴警員於香港有線新聞直播鏡頭前開咪辱罵市民是「曱甴」，應「返去產卵」（回去產卵），並出言挑釁「過來報仇吧！」，又公開表示（要為墮樓事件）「今日開香檳慶祝呀」、「恭喜哂」。
2019年11月9日凌晨，警方在社交媒體上發帖文，先對科大生不幸死亡事件向其家人、朋友和同學致深切慰問，後回應科大校長的公開信，該公開信質疑救護車被警車阻擋去路，導致周梓樂延遲了20分鐘才得到救治。警方回應警車並沒有阻礙救護車，指消防處已作詳細澄清，在處理此宗救護召喚中救護車是在途中曾遇到私家車和巴士等阻塞，以致延遲到場救援，警車並沒有阻礙救護車，救護員亦沒有與警員接觸。警方指此案件已交由東九龍總區重案組接手調查，並建議召開死因研訊，查明事件的經過。

### 領展
管理事發停車場的領展稱閉路電視片段未有拍攝到肇事現場，但會保留當晚所有閉路電視片段。11月6日領展公開的10段閉路電視片段顯示周墮樓前未有警察出現，也未出現煙霧瀰漫的情況。11月8日，領展再公開8段閉路電視片段。11月9日，領展再公開45條閉路電視片段。

### 香港立法會
於11月8日的立法會內務委員會，負責主持會議的副主席郭榮鏗建議各委員在進入議程前為周梓樂默哀3分鐘，全部民主派議員及秘書處職員都參與為周梓樂默哀，部分民主派議員手持白花低頭站立，但建制派議員，包括民建聯蔣麗芸、經民聯張華峯等沒有一同默哀並退席。
另外，在同日的衞生事務委員會上，主席蔣麗芸嘆氣後表示自己內心也很難過，詢問委員意願後同意默哀。
公民黨立法會議員楊岳橋去信律政司，要求召開死因庭。

### 區議會
2020年2月25日，西貢區議會民主派區議員動議，要求把將軍澳唐明街休憩處改名為「周梓樂紀念公園」，以紀念首位於反修例警民衝突現場附近喪命的香港人，並使用區議會撥款於園內增設如紀念碑、以「周梓樂事件」、「陳彥霖事件」和「反修例事件」為題材的壁畫，以及在園內增設社區連儂牆。

### 教育界
香港教育專業人員協會對周梓樂離世表示十分悲痛，向其家人及科大師生致以深切慰問。

#### 香港科技大學校方
香港科技大學校長史維於2019年11月8日早上近11時在畢業典禮中確認周梓樂離世後，帶領在場人士起身默哀，期間一度掉淚。及後史維提早離開典禮，前往探望周梓樂家屬。科大當日下午停課，而原定於下午3時舉行的學位頒授典禮亦宣告取消。同日，校方發聲明對周梓樂離世深感沉痛，向其家人致深切慰問，校方指會提供一切協助和為同學提供心理輔導。科大又呼籲同學在這艱難時刻，保持冷靜和克制，避免再有衝突以至悲劇的發生。另外史維亦向師生發信，要求有關方面全面及獨立調查事件，信中提到有救護車懷疑被警車阻擋，導致救援行動延遲20分鐘，要求各方，特別是警方作出澄清。

#### 香港科技大學學生
2019年11月8日下午時分，香港科技大學學生會舉辦默哀儀式，逾百名學生和市民出席。學生亦在已取消的畢業典禮的頒獎台上噴上訴求字句和張貼標語。其後，近千名香港科技大學學生遊行至校長宿舍，要求香港科技大學校長史維譴責警暴，期間破壞校長宿舍，包括塗鴉、打破玻璃、撒溪錢和毀壞門鎖。有學生代表則呼籲同學停止破壞，指香港科技大學校長不在宿舍內，且校長並非殺人兇手，希望不要嚇怕校長家人。之後，學生因不滿先前美心集團太子女的不當言論，繼而破壞校園內美心集團旗下的連鎖咖啡店星巴克，打破雪櫃玻璃、餐具，拆毀閉路電視後，推倒桌椅，擾攘約10分鐘後離去；一行人接著前往校園內美心集團旗下的學生餐廳破壞；學生及後到校園內的中國銀行分行破壞，學生在外架起傘陣，以壁報板作屏障，在中銀門上噴字，並以消防喉灌水。
11月15日下午，科大學生在校園為周梓樂舉行追思會，超過100人參與，部分人帶同白色鮮花到場，並摺紙鶴致意。他們在追思會上為周梓樂默哀，又頌唱詩歌，隨後一眾學生到廣場獻花。此外，有約3300名科大校友聯署要求校長史維就周梓樂事件譴責警方使用暴力和隱瞞真相。有學生表示周梓樂離世有很多疑點，對他的離世感可惜及感覺特別深刻，認為要徹查死因。

### 國際特赦組織香港分會
國際特赦組織香港分會總幹事譚萬基發表聲明，要求當局全面徹查，包括香港警察涉嫌阻礙救護車到場的指控。聲明並指出，警方當天發放多枚催淚彈，若周梓樂是如坊間所指因躲避催淚彈而墮樓，則突顯警方無差別發射催淚彈的危險性，警方應克制執法。聲明又指，香港政府至今未試圖緩解社會對立，反引用《緊急法》禁止市民在公眾活動中蒙面，試圖震懾阻嚇示威者。

### 衍生口號
網上出現一句抗爭口號為「她的名字叫陳彥霖，她只是恰巧不是你家女兒。」「他的名字叫周梓樂，他只是恰巧不是你家兒子。」

這些口號後來被製作成文宣物品，出現在連儂牆、網上平台、遊行示威之中。

## 香港以外反應
於台北，有網民發起2019年11月8日在二二八公園追思牆（台大醫院站出口1）附近進行默哀活動，並以黑衣、白花、白絲帶、手機電筒為記。
中國大陸有網民發表「第一隻『曱甴』掛了」、「死得少了，希望繼續」等仇恨言論。
在悉尼，有當地港僑於當晚在Hong Kong House進行悼念活動。

## 身後爭議

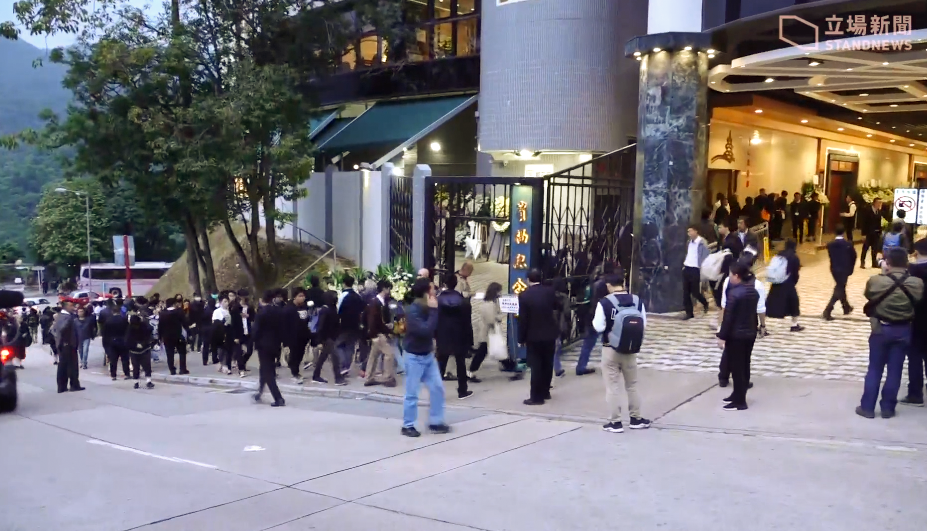
大批市民前往大圍寶福紀念館出席公祭

### 傳寶福山拒進行儀式
於11月29日，有媒體報導寶福山卻突然向周母表示「唔做你生意，全行都唔做你生意。」（不做你的生意，全行都不做你的生意。）其後，事件得到本身有遺體修復師資格的2019年香港十大傑出青年之一的伍桂麟、1994年香港小姐競選冠軍譚小環和丈夫主理的食店「渣哥 一九九六」介入協助，二人都表明可以負責所有費用。
事件其後升溫，公民黨區議員容溟舟公開於寶福紀念館及自己的Facebook專頁質疑寶福紀念館，指自己曾就寶福紀念館訪客車輛對悠安街的違泊問題與寶福紀念館管理層李寶順、運輸署、田心警區及鄰近的屋苑法團主席在馬鞍山警署會議，但寶福紀念館沒有認真處理事情更反說容語帶恐嚇。
翌日寶福山聲稱相關消息屬誤傳，並在同日傍晚出聲明指周家已正式委託寶福山辦理周梓樂喪禮。

### 市民排隊一個半小時致祭
2019年12月12日星期四，周梓樂家人在下午5時在大圍寶福紀念館為他舉行公祭，但早在下午4時已有大量市民排隊等候，防暴警員亦在港鐵大圍站戒備。人龍隊尾排到青沙公路，科大校長史維、天主教香港教區榮休主教陳日君樞機、藝人何韻詩及阮民安亦有到場，隊頭有人稱排了約1.5小時。

### 逝世兩個月和平悼念活動演變警民衝突
於2020年1月8日，周梓樂逝世兩個月，有數百人在尚德停車場進行和平悼念活動，點起燭光及獻花，但防暴警其後清場，又舉黑旗警告，之後有蒙面警員在內的警員，在廣明苑施放胡椒噴劑驅散聚集的人，又指罵記者協助暴徒。多名街坊不滿，不斷對警方指罵，防暴警員之後再度舉藍旗警告，對峙持續至午夜，仍有約百名市民聚集。其中西貢區議員李嘉睿的葉姓助理帶同一個聲稱「用來調和可能發生的警民衝突」的藤製圓型盾牌，其面部被警察噴藍色噴劑。葉疑被指藏有攻擊性武器。

### 警方清理和平弔念周梓樂及陳彥霖之連儂牆
於2020年1月21日凌晨約3時許，約50名防暴警員與一輛垃圾車到達將軍澳尚德邨停車場對開紀念周梓樂及陳彥霖連儂牆，將其清理，兩人遺像，附近的鮮花、蠟燭、紀念品及連儂牆文宣一併被掃走，工人用垃圾車上的夾斗將大部份物品一併清走。數十名街坊聞訊趕到連儂牆，目擊連儂牆將被清理一空的情況，顯得不滿及激動。

### 逝世三個月集會警察暴力制服及濫捕市民

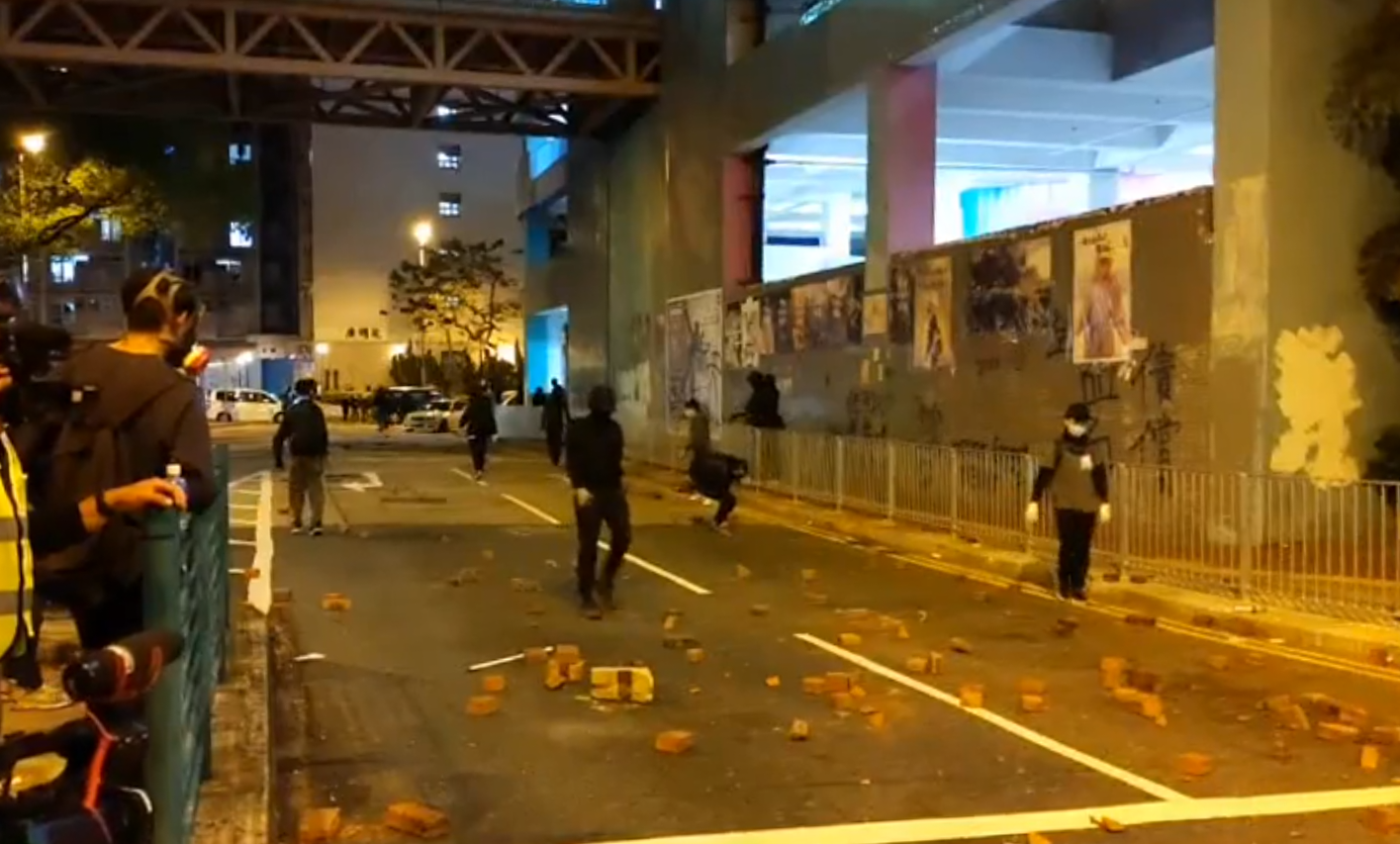
示威者在尚德邨出入口利用磚頭作路障

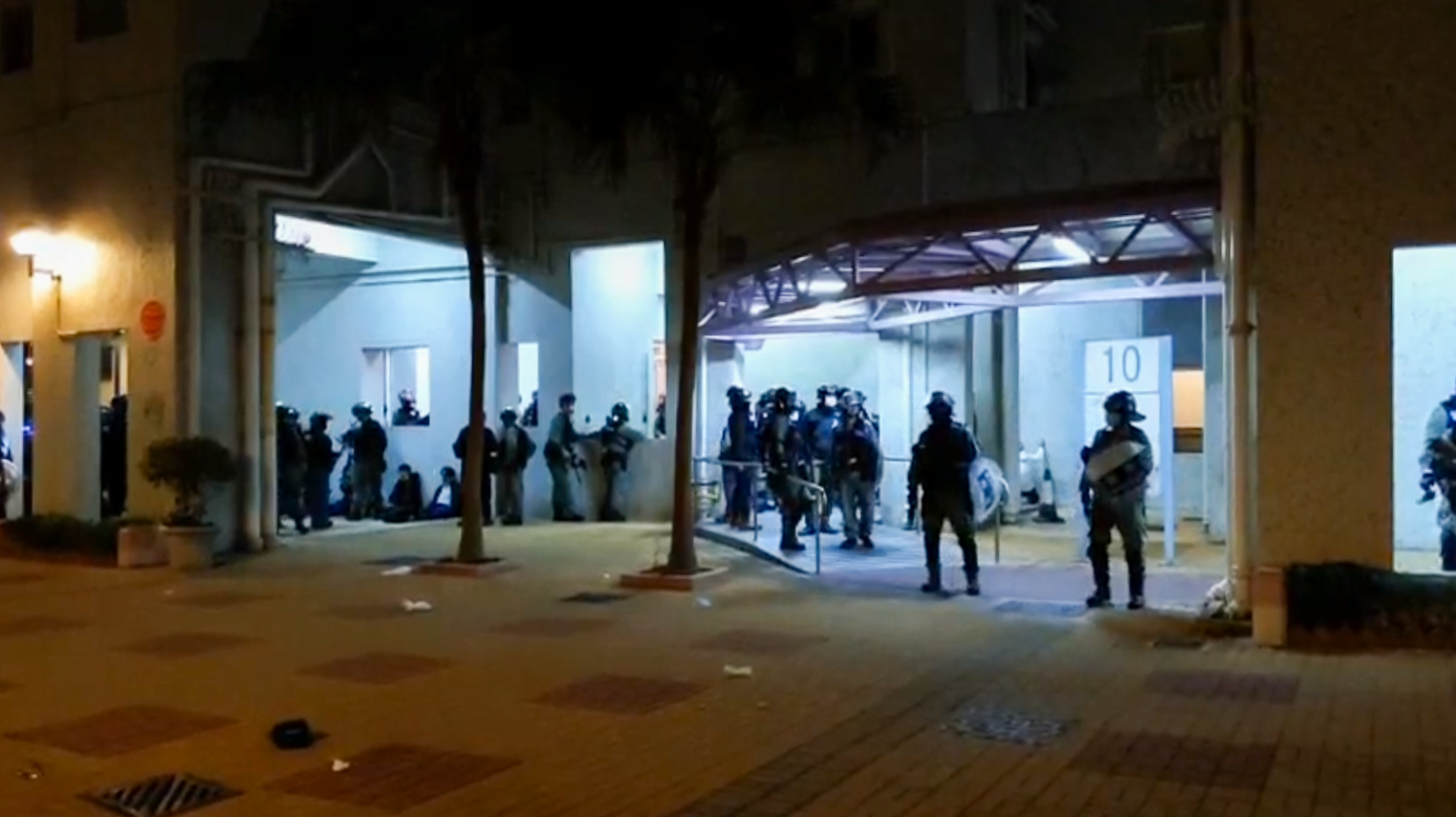
凌晨時分，大批市民在富康花園屋苑範圍被捕

2020年2月8日晚上，正值COVID-19在港散播之時，因為多個示威者反對把於將軍澳富寧路的普通科診所作處理COVID-19輕症之用，以及當日適逢科大學生周梓樂墮樓身亡三個月之時，多名網民前往將軍澳區內聚集。之後警方多番以暴力清場，包括向記者作出濫捕，例如一名在尚德邨採訪的城市大學《城市廣播》記者在尚明樓被無故以盜竊罪作拘捕。而另一名《癲狗日報》記者亦多次被警察喝罵及暴力制服作拘捕。警方表示，當晚拘捕119人。而根據西貢區議員陳嘉琳指出，60名被捕人士當中，有5人為區議員，包括：馮君安、王卓雅、陳煒烈、蔡明禧以及區議會主席鍾錦麟；當中馮和鍾是以涉嫌非法集結被捕。

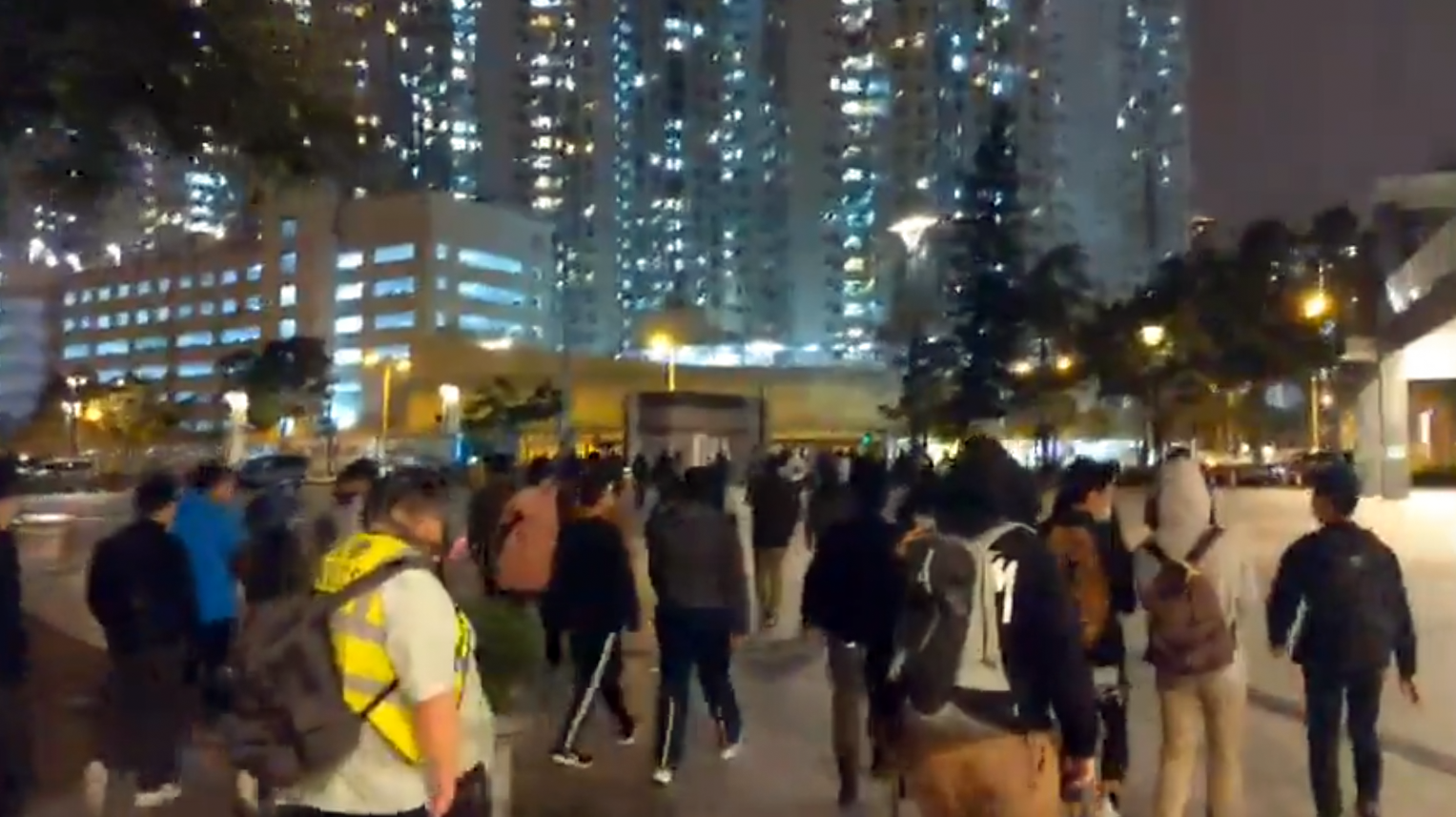
參與遊行人士路過將軍澳運動場
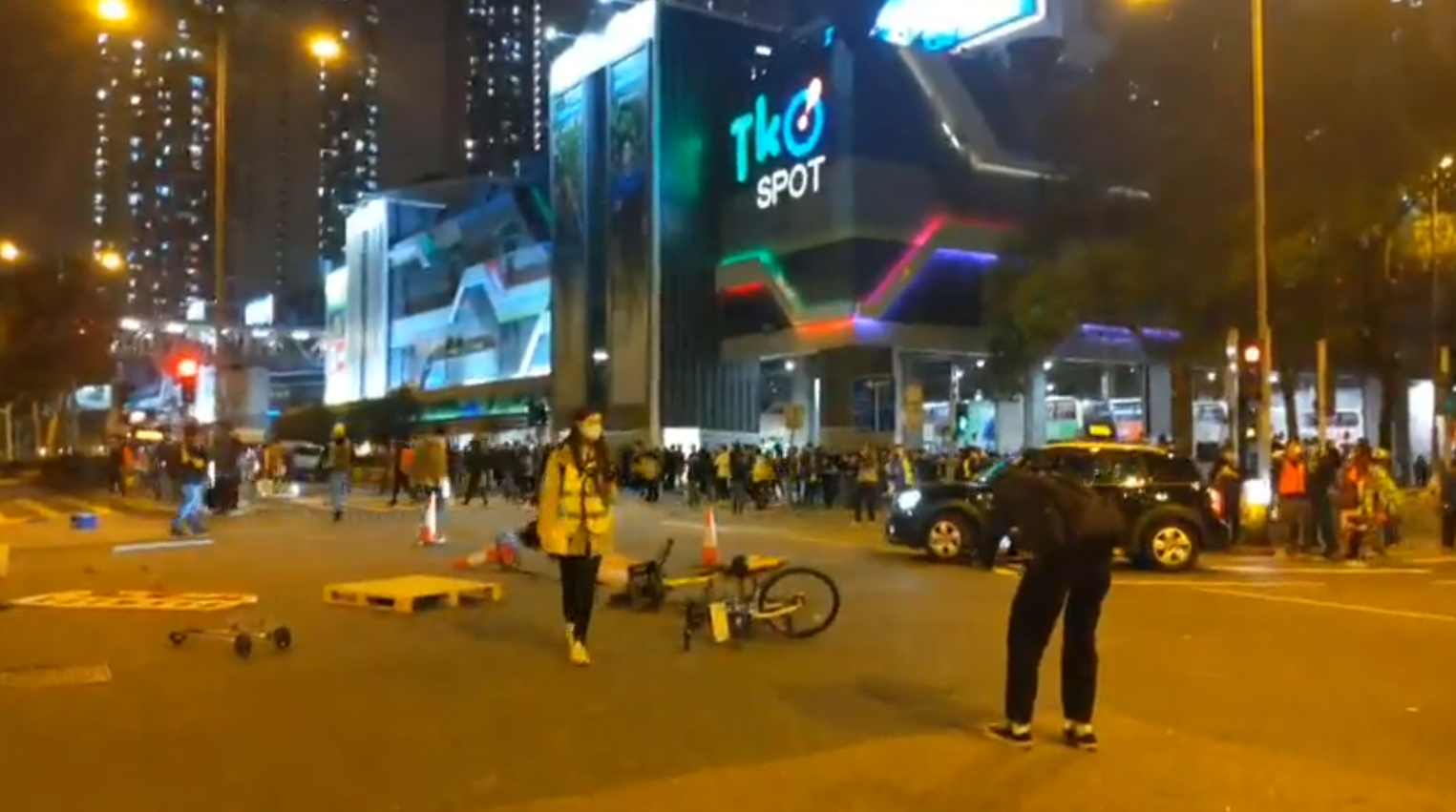
有人在尚德十字路口擺設路障
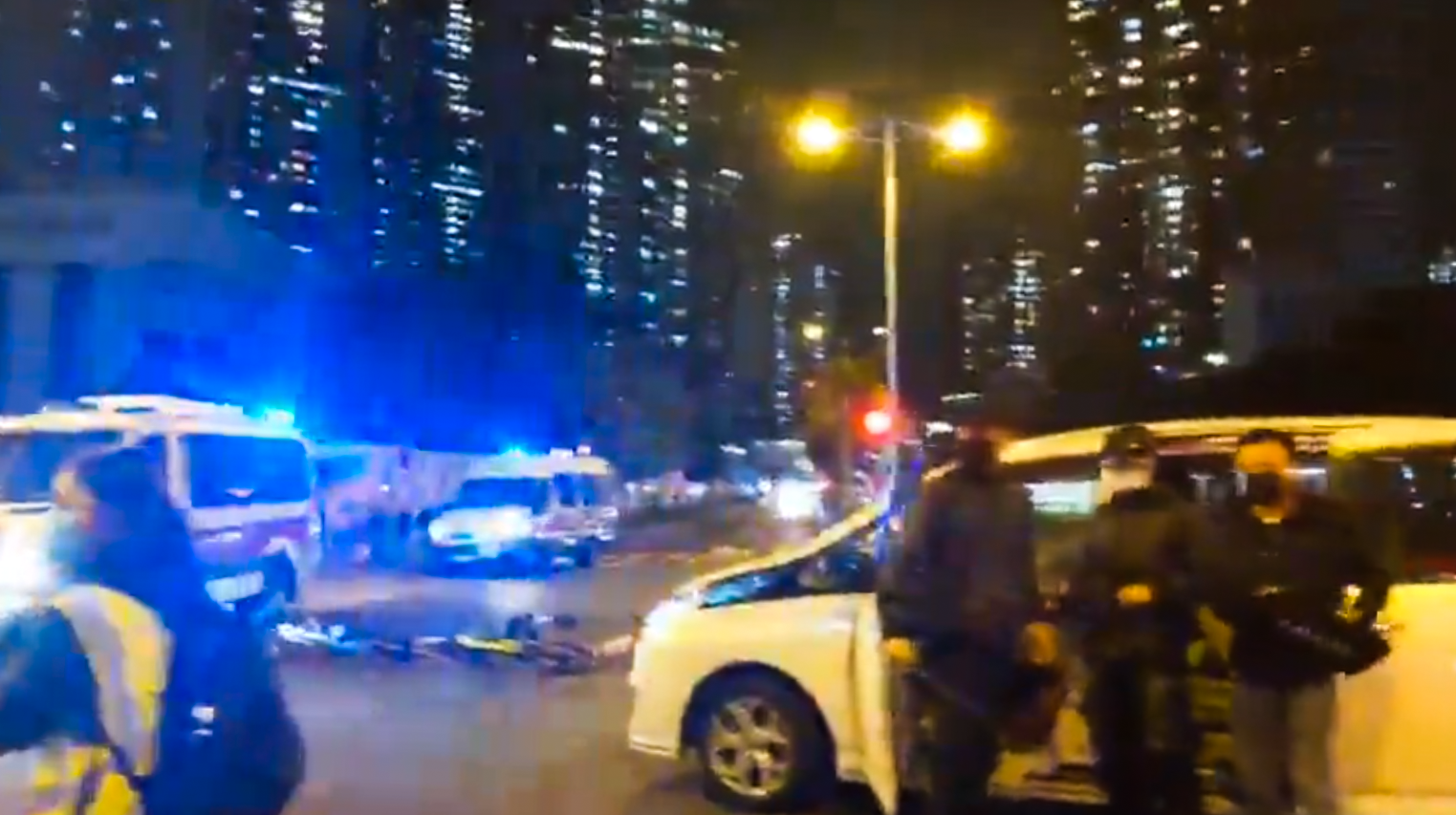
便衣警員和防暴警察到尚德十字路口
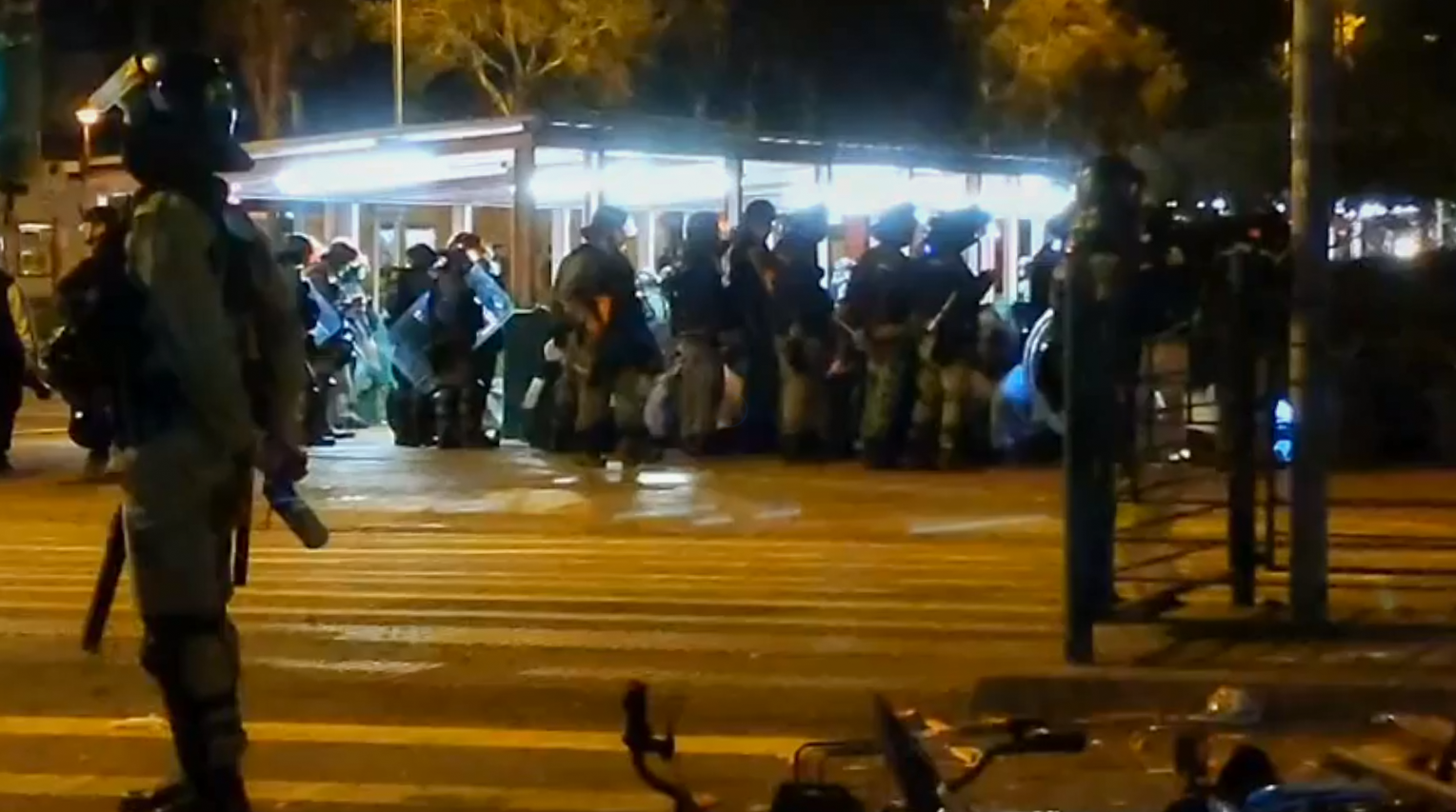
警方包抄行人路，20多名市民被拘捕
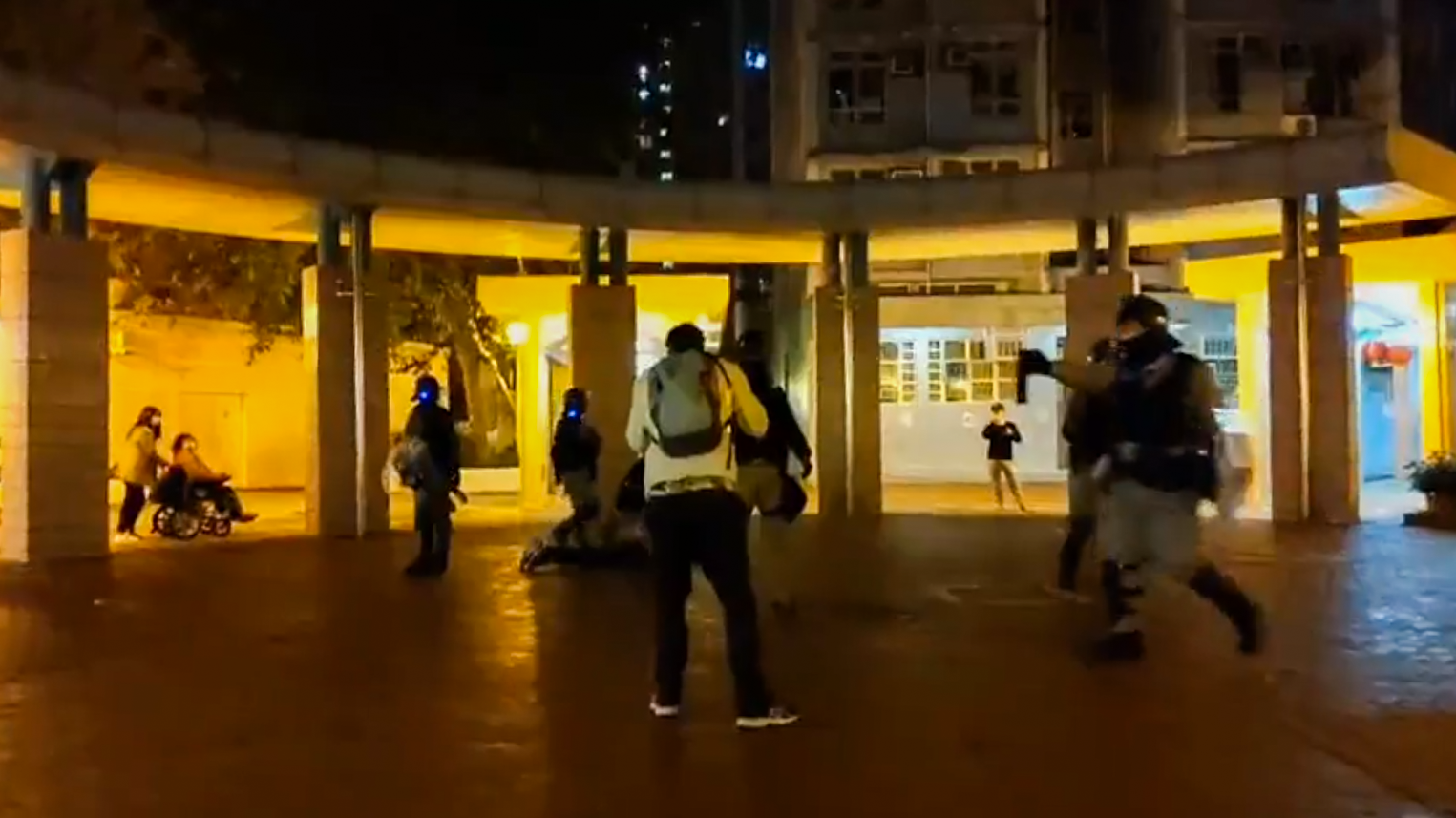
凌晨時分，多名防暴警員跑入廣明苑制服一人，並舉起胡椒噴霧驅趕攝影記者
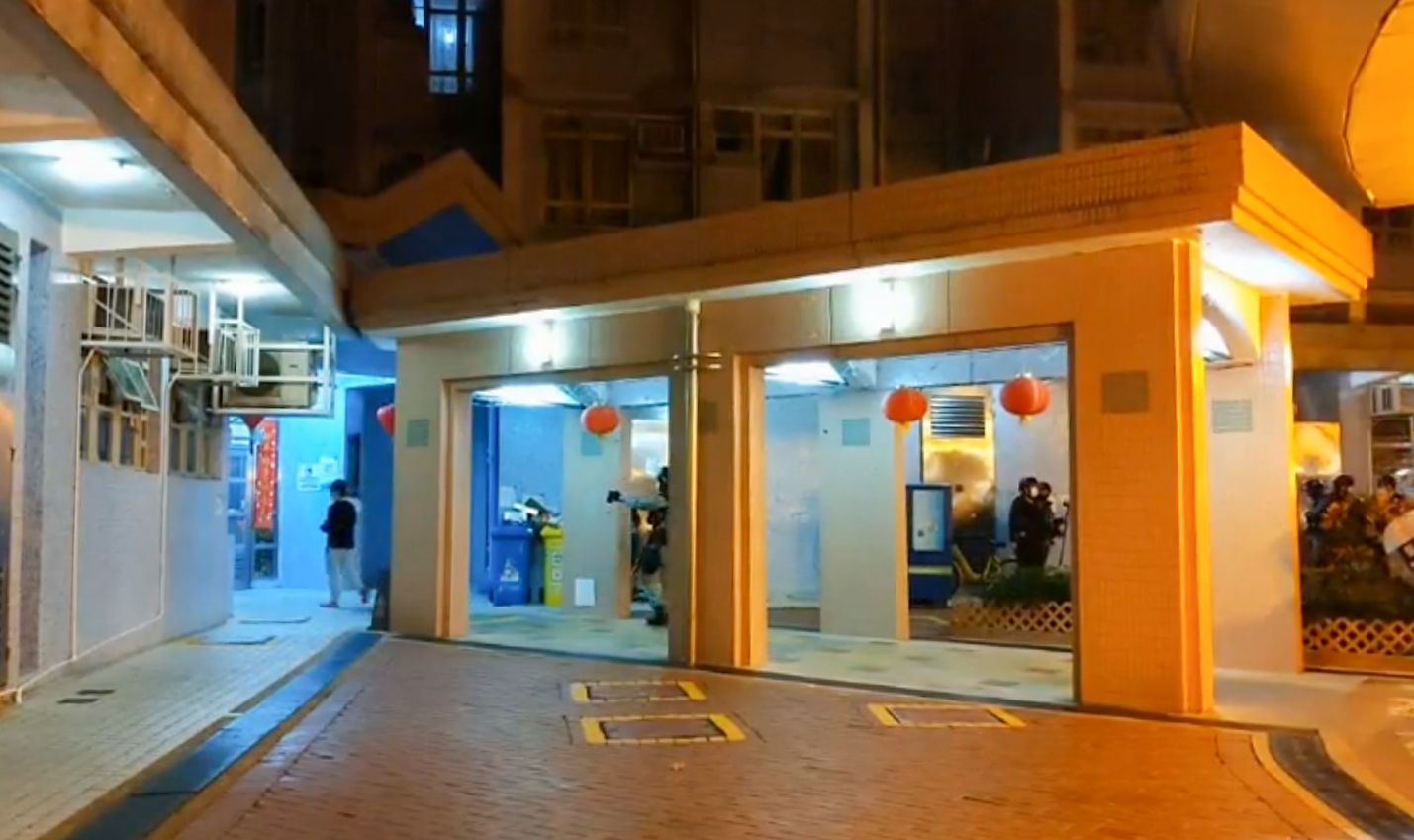
防暴警員舉起胡椒噴霧驅趕屋苑住客

### 「皇軍式」侮辱及恐嚇市民
2020年3月8日，網民自發到將軍澳悼念周梓樂逝世四個月，活動期間警員將部份市民帶入停車場內進行搜身。網媒Flash Media Hong Kong錄得片段所見，七名蒙面警員疑情緒失控，輪流以粗口辱罵一男子，更要求男子向警員逐一道歉直至滿意為止，當警員發現記者正在拍攝便多次呼喝要求關機、交出所拍攝的相片和影片，並質疑記者身份並指拍攝行為是「挑戰警察」，最後記者被帶到一旁截查，態度惡劣，猶如三年零八個月中，皇軍動輒暴力虐待「無禮」民眾一樣。事後警方僅稱會對涉事警員訓斥，但未回應會否勒令他們停職
。

### 警方被指毁壞祭壇
2020年2月28日晚上11時，大批防暴警察到尚德停車場2樓清拆周梓樂和陳彥霖的祭壇，用作悼念的紙張及便利貼被撕毁，散滿一地。同時將一些磚頭、氣油罐和玻璃樽等物品放進多架超市手推車內。防暴警員一度稱「我一定會尊重死者先。」防暴警到凌晨約12時離去。到2月29日早上，有市民在該處重設祭壇，對警方的行為感到憤怒。

## 另見
- 陳彥霖死亡事件
- 香港中文大學衝突
- 香港理工大學衝突
- 曾志健中槍事件

## 外部連結
- YouTube上的香港電台鏗鏘集對周梓樂死因聆訊的報導
- 香港網絡大典上的相关条目：周梓樂身亡事件